# Bell Island (Conception Bay)
Bell Island is een eiland dat deel uitmaakt van Newfoundland en Labrador, de oostelijkste provincie van Canada. Het is met een oppervlakte van 34 km² bij verre het grootste eiland in Conception Bay, een grote baai in het zuidoosten van het eiland Newfoundland. De provinciehoofdstad St. John's ligt hemelsbreed minder dan 20 km naar het oosten toe.
De kustlijn van Bell Island bestaat vrijwel volledig uit kliffen die tot meer dan 40 meter boven de branding uittorenen en telt ook meerdere bijzondere rotsformaties. Het eiland huisvest vier nederzettingen die opgeteld ruim 2000 inwoners tellen. De grote meerderheid van hen woont in de hoofdplaats Wabana, die vanaf Newfoundland bereikbaar is via een veerverbinding met Portugal Cove. In het zuiden liggen nog de gehuchten Lance Cove, Bickfordville en Freshwater.
Van 1895 tot 1966 vond er op Bell Island grootschalige ijzerertsontginning plaats. Het relatief kleine eiland kreeg hierdoor groot internationaal economisch belang daar het al snel uitgroeide tot een van de belangrijkste ijzerertsproducenten ter wereld. Het in de mijnen van Bell Island gedolven erts was daarenboven erg belangrijk voor de geallieerde oorlogsindustrie tijdens de Tweede Wereldoorlog, waardoor Nazi-Duitsland tot tweemaal toe de aanval inzette. Op het hoogtepunt woonden er meer dan 12.000 mensen.
Sinds het einde van de mijnbouw is de bevolkingsomvang enorm gedaald en was er een zware economische terugval. Wegens de weinige overblijvende jobs pendelt de meerderheid van de inwoners dagelijks via de veerboot naar de Metropoolregio St. John's. In recente jaren is de lokale economie zich voor een aanzienlijk deel gaan richten op toerisme. Het natuurschoon, de mijnbouwgeschiedenis en de scheepswrakken uit de Tweede Wereldoorlog zijn de voornaamste trekpleisters.

## Toponymie
Oorspronkelijk stond het eiland bekend als Great Bell Isle, al evolueerde dit reeds in de late 18e eeuw naar de verkorte vorm Bell Isle. Sinds 1896 is Bell Island als enige officiële naam erkend, al bleef daarnaast ook de oude naam Bell Isle nog honderd jaar lang doorleven in de volksmond.
Het eiland heeft haar naam te danken aan een opvallende brandingspilaar bij de westelijke kaap die bekendstaat als The Bell (soms ook Bell Rock genoemd). De naam van deze rots komt voort uit het feit dat ze in vorm vergelijkbaar is met een traditionele bel (Engels: Bell) die ondersteboven uit het water steekt.

## Geschiedenis

### Vroege geschiedenis
Voor de komst van de Europeanen was Newfoundland het leefgebied van de Beothuk. Het is waarschijnlijk dat leden van dit nu uitgestorven inheemse volk het vruchtbare eiland nu en dan aandeden, al zijn hier geen archeologische sporen van bekend. Reeds in 1578 ontdekten de Engelsen dat de bodem van het eiland ijzererts bevatte, al werd er eeuwenlang met deze informatie weinig tot niets aangevangen.
Vanaf de vroege 17e eeuw was er te Bell Island, dat onderdeel uitmaakte van de zogenaamde Engelse kust van Newfoundland, een niet-permanente nederzetting. Het was meer bepaald een seizoensgebonden uitvalsbasis voor vissers uit voornamelijk Engeland, Ierland en de Kanaaleilanden.
In het begin van de 18e eeuw hadden de eerste mensen zich permanent op het eiland gevestigd. De oudste volkstelling van Great Belle Isle stamt uit 1706 en maakt gewag van 85 inwoners. Gedurende de hele 18e eeuw bleef de bevolkingsomvang erg klein. In de 19e eeuw was er daarentegen wel een duidelijke aangroei met in 1845 reeds 338 inwoners. Het eiland groeide zo uit tot een van de vele typisch Newfoundlandse vissersdorpen, de zogenaamde outports. Ook landbouw en veeteelt waren er belangrijke sectoren, meer dan elders in de Kolonie Newfoundland.

### Mijnbouwgeschiedenis
In 1895 begon de grootschalige ontginning van het hematiet, een ijzerertshoudend mineraal, op Bell Island. De mijnsite was de oostelijkste in Noord-Amerika en kreeg daarom de naam "Wabana" toebedeeld, een samenvoeging van twee termen uit het inheemse Abenaki die "plaats van het eerste licht" zouden moeten betekenen. Oorspronkelijk betrof de ontginning te Wabana dagbouw, maar reeds vanaf 1903 was het bovengrondse hematiet uitgeput en kon er enkel nog ondergronds in gesloten mijnen gewerkt worden.
Door het begin van de mijnbouw veranderde de economie van het eiland drastisch en kwam er een zeer sterke bevolkingsgroei. De mijnsite Wabana groeide zo uit tot een groot en welvarend mijnwerkersdorp. Geleidelijk aan leefde bijna iedereen op het eiland rechtstreeks of onrechtstreeks van die industrie. Door de grote productie groeide Newfoundland reeds vroeg in de 20e eeuw uit tot een belangrijke ijzerertsexporteur.

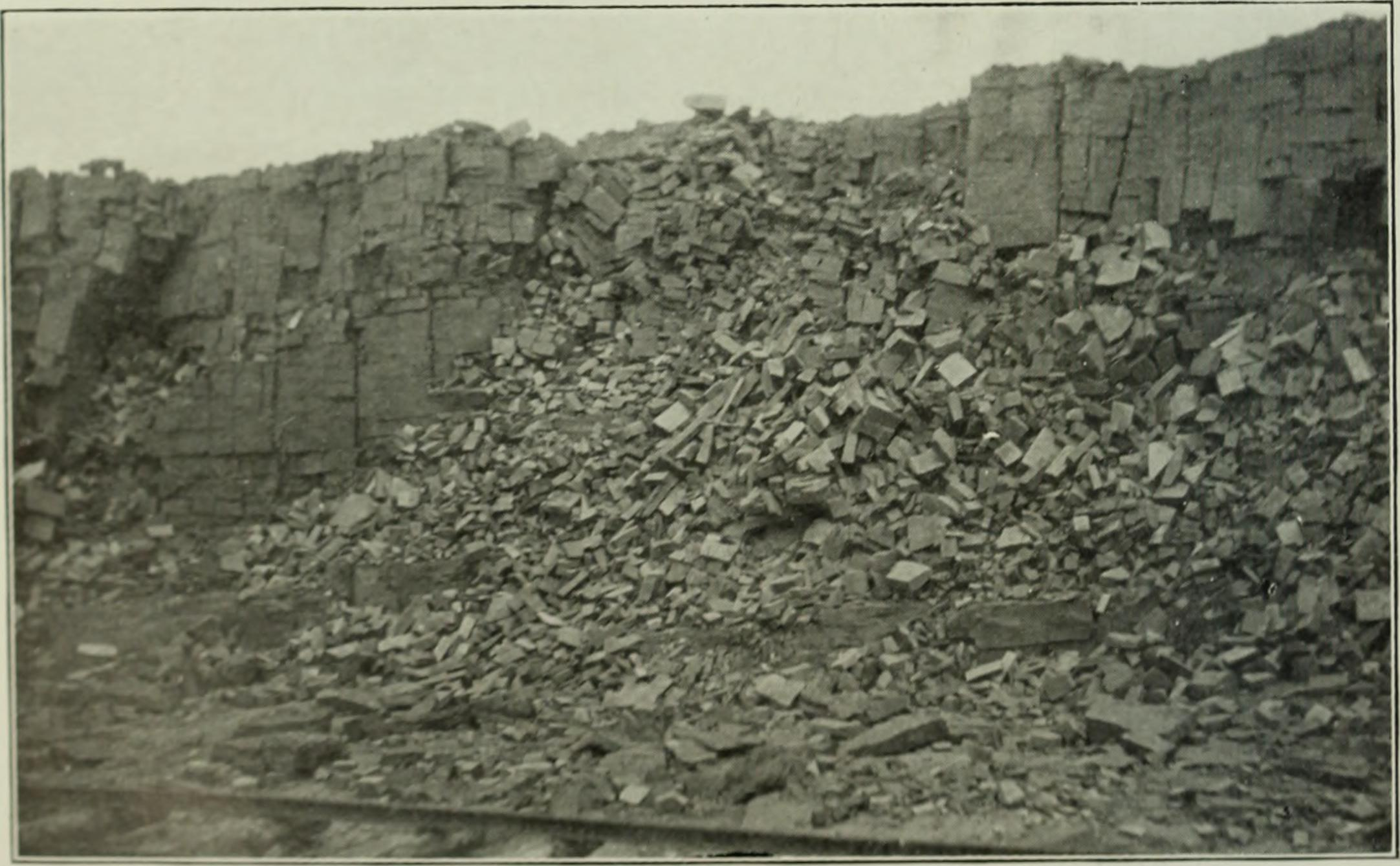
Foto van de oorspronkelijke dagbouwontginning op Bell Island (ca. 1900). Het spoor in de voorgrond was bedoeld voor mijnkarretjes.
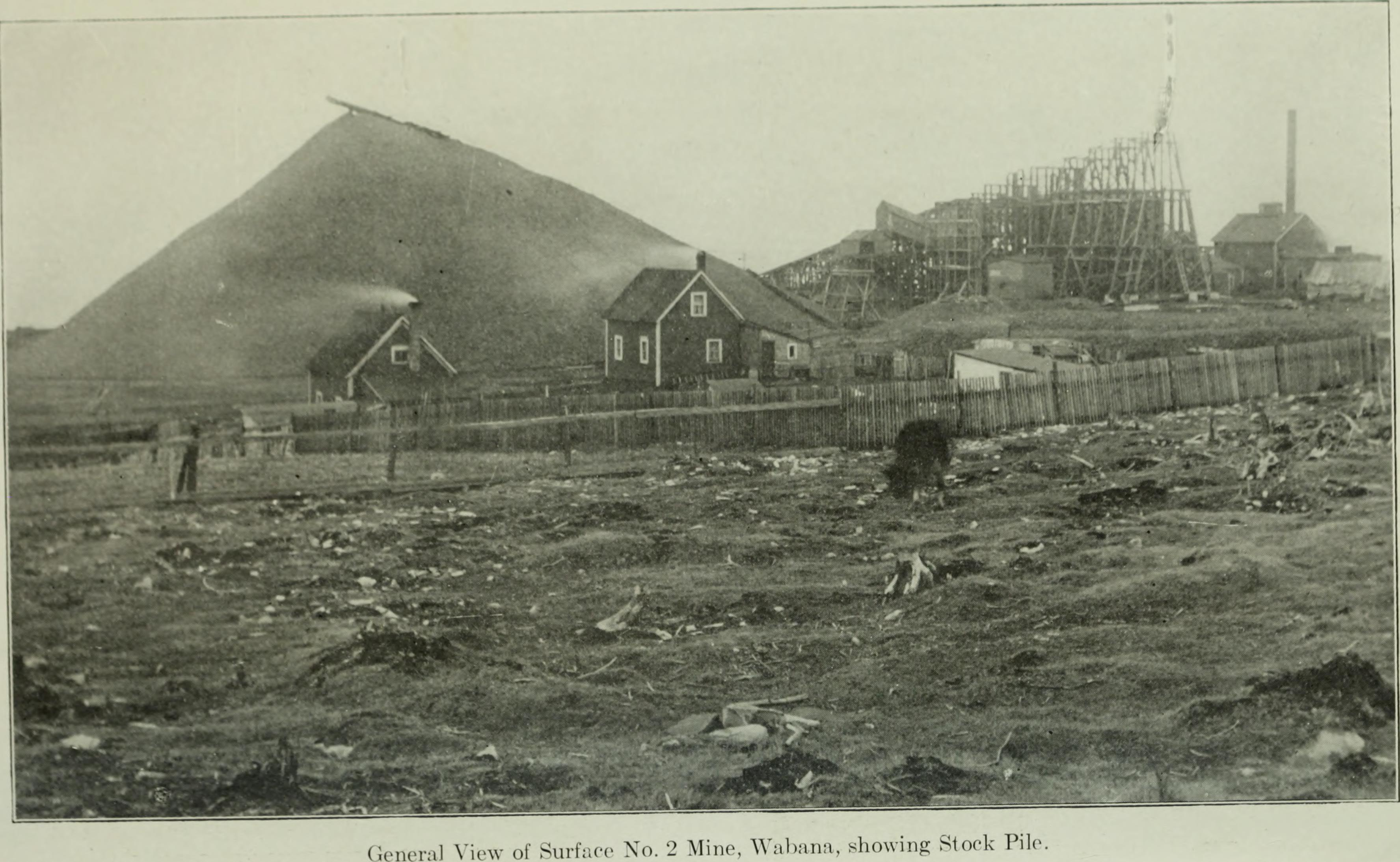
Bovengrondse gedeelte van de No. 2 Mine met ernaast een enorme hoop gedolven erts (begin 20e eeuw). 's Winters werden zulke hopen aangelegd aangezien de scheepvaart toen stillag.
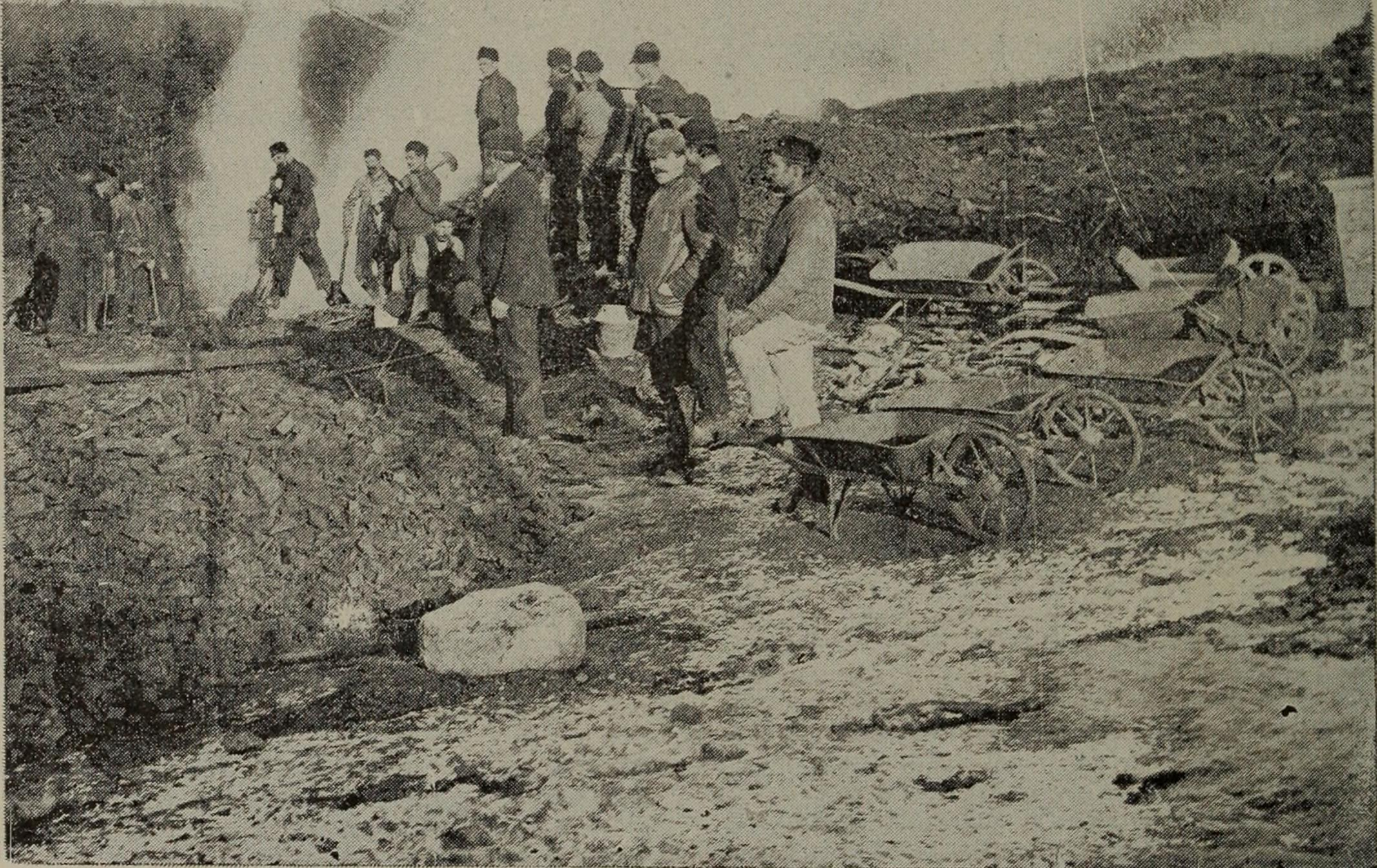
Mijnwerkers met schoppen en kruiwagens aan de slag bij een ertshoop (ca. 1907)
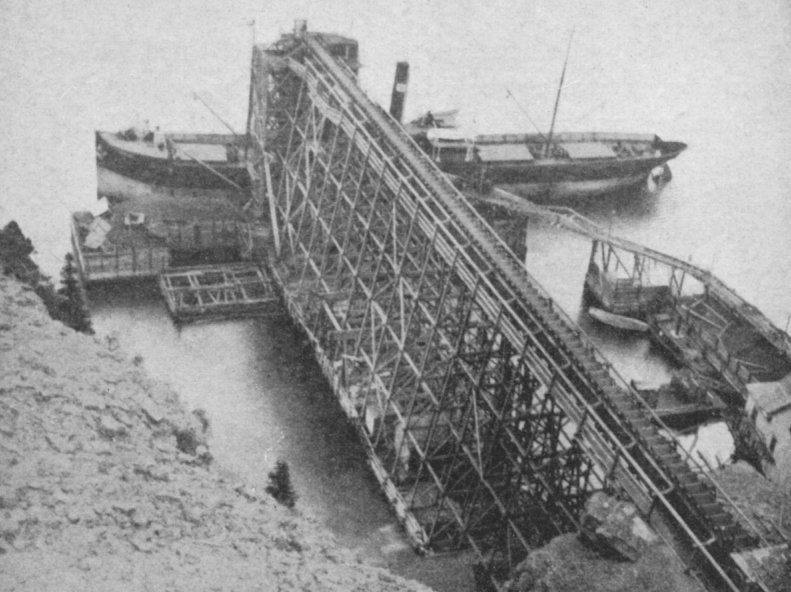
De laadpier in de haven van Wabana (ca. 1903)

In het decennium voor de Eerste Wereldoorlog was Duitsland voor het eerst Canada voorbijgestoken was als grootste afnemer van het ijzererts. Na het uitbreken van de oorlog in 1914 lag de mijnbouw een heel jaar vrijwel volledig stil. In totaal vertrokken in die periode 200 Bell Islandse mannen naar het front in Europa, waarvan er 29 sneuvelden. In 1915 begon de productie in de verschillende Bell Islandse mijnen opnieuw, al was er pas vanaf 1916 echt sprake van een herstel. Het einde van de oorlog betekende een nieuwe klap voor de lokale economie, daar de (oorlogsgerelateerde) vraag naar ijzer verder terugviel.
In de jaren 20 en vroege jaren 30 ging het eiland door een economische crisis, dit vanwege de lage vraag naar ijzer. Vanaf 1936 werd de situatie beter, vooral vanwege de zeer belangrijke afzetmarkt die het zich herbewapenende Duitsland opnieuw was. Toen de Tweede Wereldoorlog uitbrak, werd er op het eiland een kustverdedigingsbatterij gebouwd die bemand werd door de Newfoundland Militia. Het eiland werd vanwege zijn grote strategische en economische belang tot tweemaal toe aangevallen door Nazi-Duitse U-boten. De aanvallen kostten opgeteld 65 mensenlevens.
De Tweede Wereldoorlog bleek uiteindelijk een periode van groei voor de Bell Islandse mijnbouweconomie. Toen Newfoundland in 1949 tot de Canadese Confederatie toetrad, konden de Bell Islandse mijnen zich cumulatief onmiddellijk de grootste ijzerertsmijn van Canada noemen (met ruim 43% van de totale nationale productie). De periode 1945–1959 was economisch gezien de meest stabiele periode in de geschiedenis van de Bell Islandse mijnbouw. De bevolking piekte boven de 12.000 inwoners.

#### Achteruitgang en einde van de mijnbouw
Reeds eind jaren 50 kwamen de mijnen echter steeds meer in problemen door de aanwezigheid van nieuwe concurrenten op de markt die goedkoper konden produceren en daarenboven vaak erts met minder onzuiverheden afleverden. De mijnen sloten één na één en in 1962 was er maar één enkele mijn meer open. Toen die laatste mijn op 30 juni 1966 definitief dichtging kwam er een einde aan 71 jaar van intensieve ijzerertsontginning. Tegen eind 1968 was zo goed als al de infrastructuur ontmanteld en tezamen met het werkmateriaal verkocht. De mijnen waren decennialang een erg belangrijke ijzerertsbron geweest voor de economie van Canada en Duitsland, met daarnaast eveneens relevante hoeveelheden die hun weg vonden naar de havens en staalindustrie van voornamelijk het Verenigd Koninkrijk, de Verenigde Staten, België en Nederland. De totale ontgonnen hoeveelheid bedroeg bijna 79 miljoen ton.
Het eiland kwam door de sluiting van de mijnen in een zeer ernstige economische depressie terecht. Maar liefst 95% van de werkbevolking leefde rechtstreeks van de mijnbouwoperatie. Omdat er amper nog werkgelegenheid was begon er reeds vanaf het einde van de jaren 50 een heuse bevolkingsexodus. Tussen 1961 en 1971 vertrok meer dan de helft van de inwoners. In Wabana ontstond er in de jaren 60 al snel een desolate sfeer wegens de vele leegstaande woningen, dichtgetimmerde handelspanden en massale werkloosheid. Vanaf de jaren 70 vertraagde de dalende demografische trend, al is deze zich in de daaropvolgende decennia wel steeds onafgebroken blijven voortzetten. Ook tientallen jaren na de sluitingen blijft de negatieve economische impact immers hard doorwerken.

### 21e eeuw
In de 21e eeuw kent het eiland allerhande problemen, zoals een ernstig verouderde waterleidingsinfrastructuur, een chronisch gebrek aan artsen en verpleegkundigen en conflicten in de lokale politiek. Toerisme is een belangrijke rol gaan spelen in de gemeenschap. Belangrijk is vooral de mijnbouwgeschiedenis, waarvoor een museum opgericht werd, en de oorlogsgeschiedenis, vooral dan de mogelijkheid tot duiken naar de door de Duitsers tot zinken gebrachte schepen.

## Geografie

### Topografie

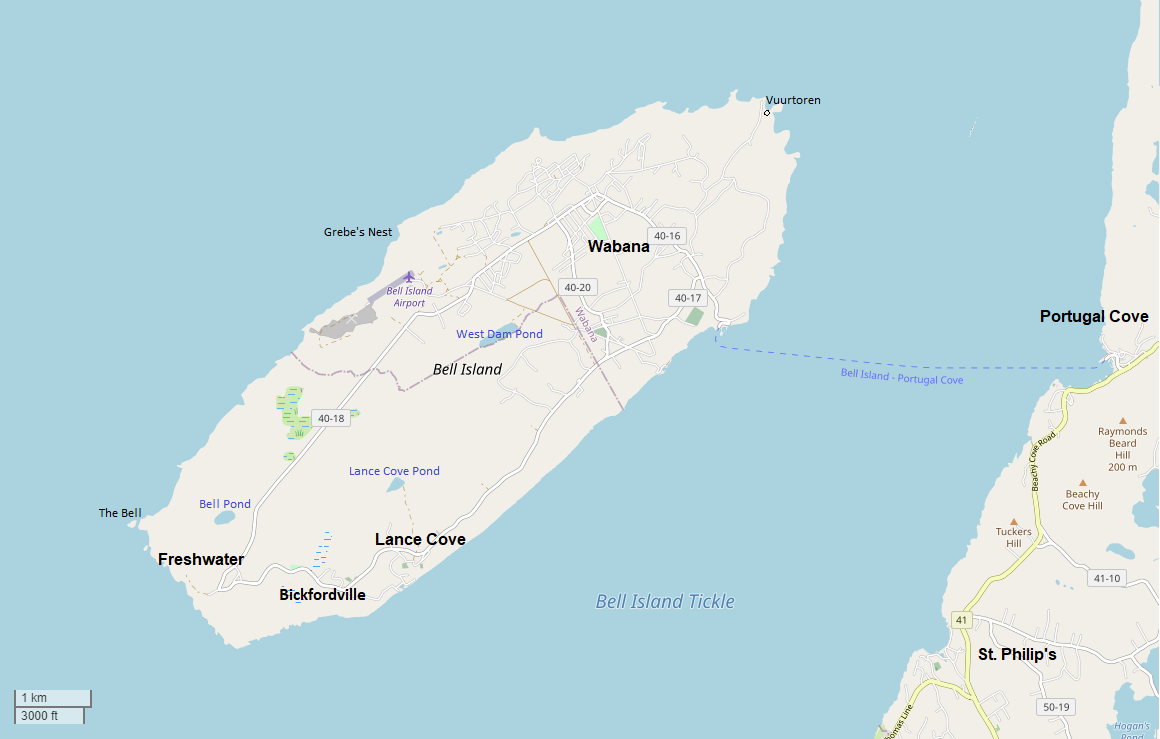
Detailkaart van Bell Island

Bell Island heeft met een lengte van 9,5 km en een breedte van gemiddeld 3 km een enigszins langwerpige vorm langsheen de zuidwest-noordoostas. Het ligt in het oosten van Conception Bay, op amper 5 km voor de kust van het oostelijke deel van het schiereiland Avalon.
De in het noorden gelegen gemeente Wabana is de hoofdplaats van het eiland. Ze huisvest onder meer de veerhaven, een supermarkt, een tankstation en de lokale kliniek. De gemeente bestaat naast Wabana-centrum uit nog drie buurten, namelijk West Mines in het westen, The Green in het noorden en The Front (of Bell Island Front) in het zuidoosten, bij de veerhaven. The Front dank haar naam aan het feit dat het aan de kant van de hoofdstad ligt; de andere kant het eiland staat soms dan ook bekend als "The Back". In het gemeentevrije zuiden van het eiland bevinden zich nog drie gehuchten, namelijk Lance Cove, Bickfordville en Freshwater.
De dichtstbij gelegen plaats op het 'vasteland' van Newfoundland is Portugal Cove. Dat dorp maakt deel uit van de gemeente Portugal Cove-St. Philip's, die de facto een buitenwijk van de provinciehoofdstad St. John's is. Downtown St. John's ligt hemelsbreed zo'n 19 km ten zuidoosten van het eiland. De zeestraat tussen Bell Island en Portugal Cove-St. Philip's staat bekend als de Bell Island Tickle of kortweg "The Tickle" in de volksmond. De kleinste afstand tussen Bell Island en de westelijke zijde van Conception Bay bedraagt 11 km, namelijk tussen The Bell enerzijds en de kaap van het schiereiland Port de Grave anderzijds. Zo'n 3 km ten zuiden van Bell Island ligt het onbewoonde Little Bell Island. Dat eiland is, net als het nog zuidelijker gelegen Kellys Island, goed zichtbaar vanaf Bell Island.
De kust is erg rotsachtig en bestaat vrijwel volledig uit steile en tientallen meters hoge kliffen die tot wel 45 m boven de zeespiegel uittorenen. Het eiland, dat vooral dicht bij de kustlijn verder aan hoogtemeters wint, bereikt een maximale hoogte van 148 m. Doordat het centrale gedeelte van het eiland in vergelijking met de kust relatief vlak is, heeft het vanop zee gezien een enigszins mesa-achtig uitzicht. Aangezien het eiland zo hoog boven de zeespiegel ligt, is er bij helder weer langs iedere zijde een uitstekend uitzicht op het Newfoundlandse vasteland. De kliffen huisvesten verschillende zeegrotten en natuurlijke bruggen en kijken op meerdere plaatsen uit op grote rotsen en brandingspilaren. Bekend zijn vooral The Bell, Coadys Island en The Clapper, die allen aan de zuidwestkust liggen. Er is aan de oostkust ook een ravijn dat bekendstaat als The Scrape. The Front en Lance Cove zijn vrijwel de enige plaatsen waar de kust minder steil is en waar men vanop zee aan land kan komen. In het noorden liggen Redmans Head en Eastern Head, twee prominente kapen waartussen een vuurtoren is gebouwd.
Vooral tussen Bell Island en Little Bell Island zijn de wateren verraderlijk voor de scheepvaart. Dit komt onder meer door een op slechts 4,6 m diepte gelegen rots en door de aanwezigheid van verschillende scheepswrakken.

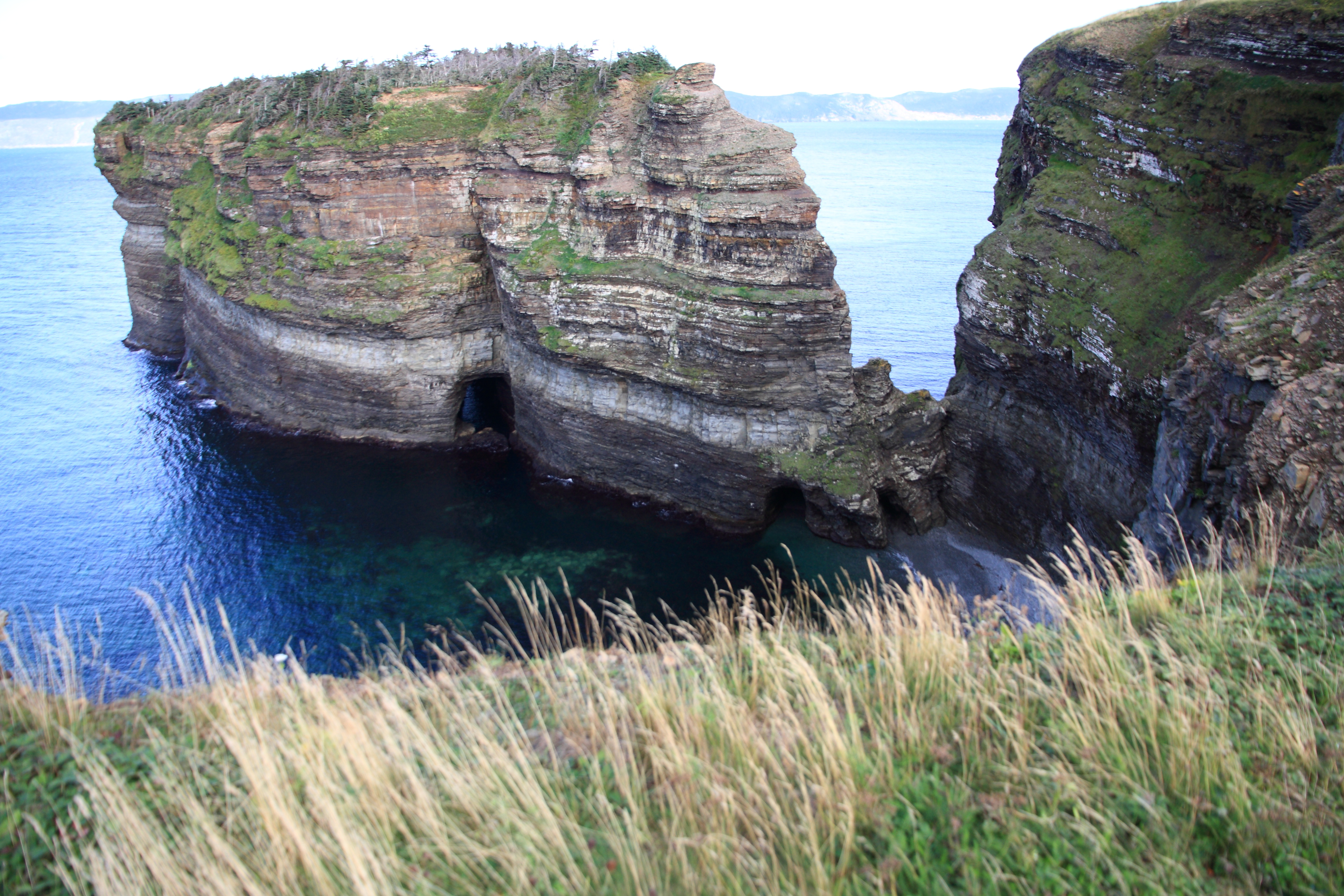
Rotsformatie met enkele zeegrotten
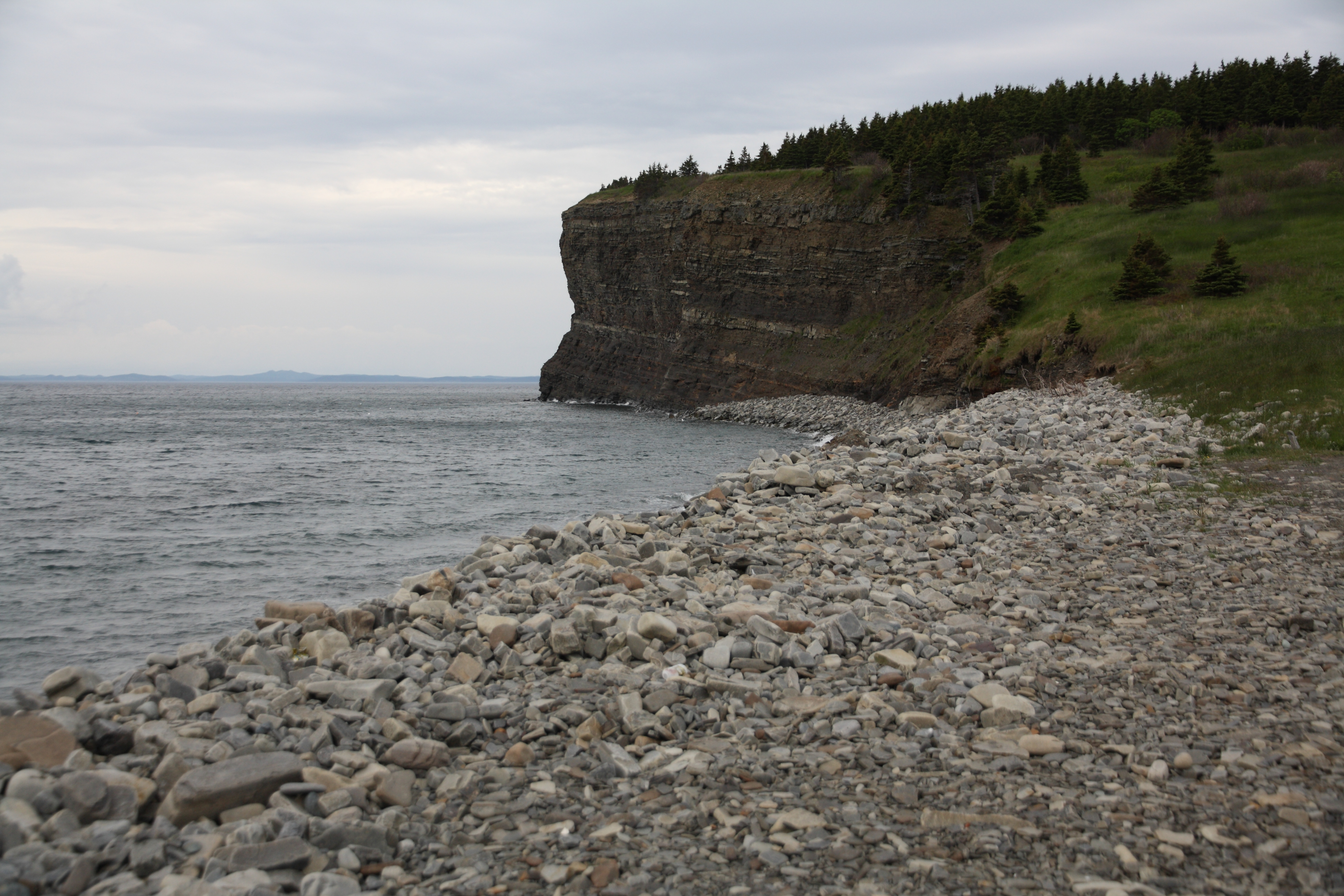
Het keienstrand van Lance Cove met in de achtergrond een klif
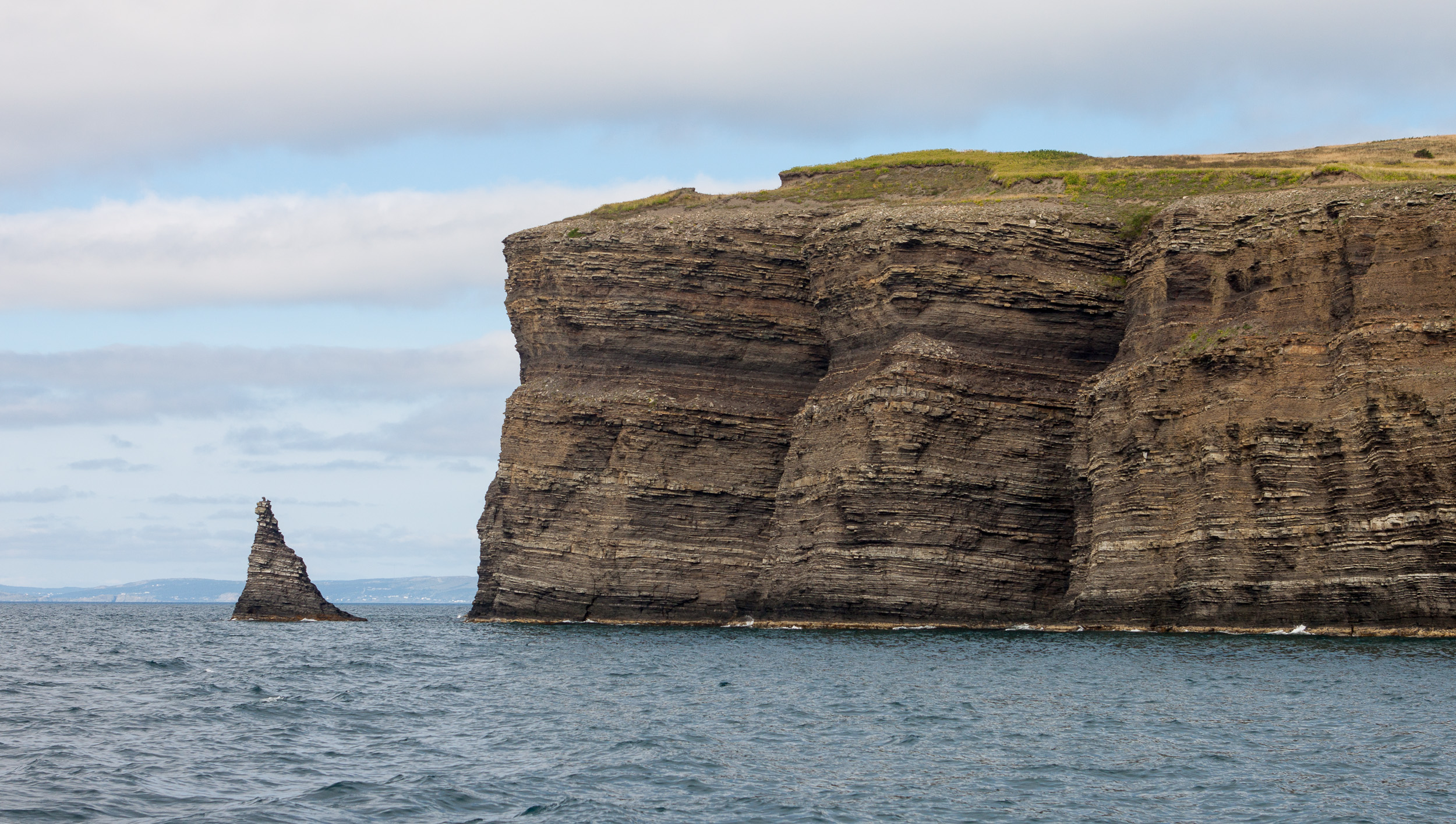
De typische steile kliffen van Bell Island
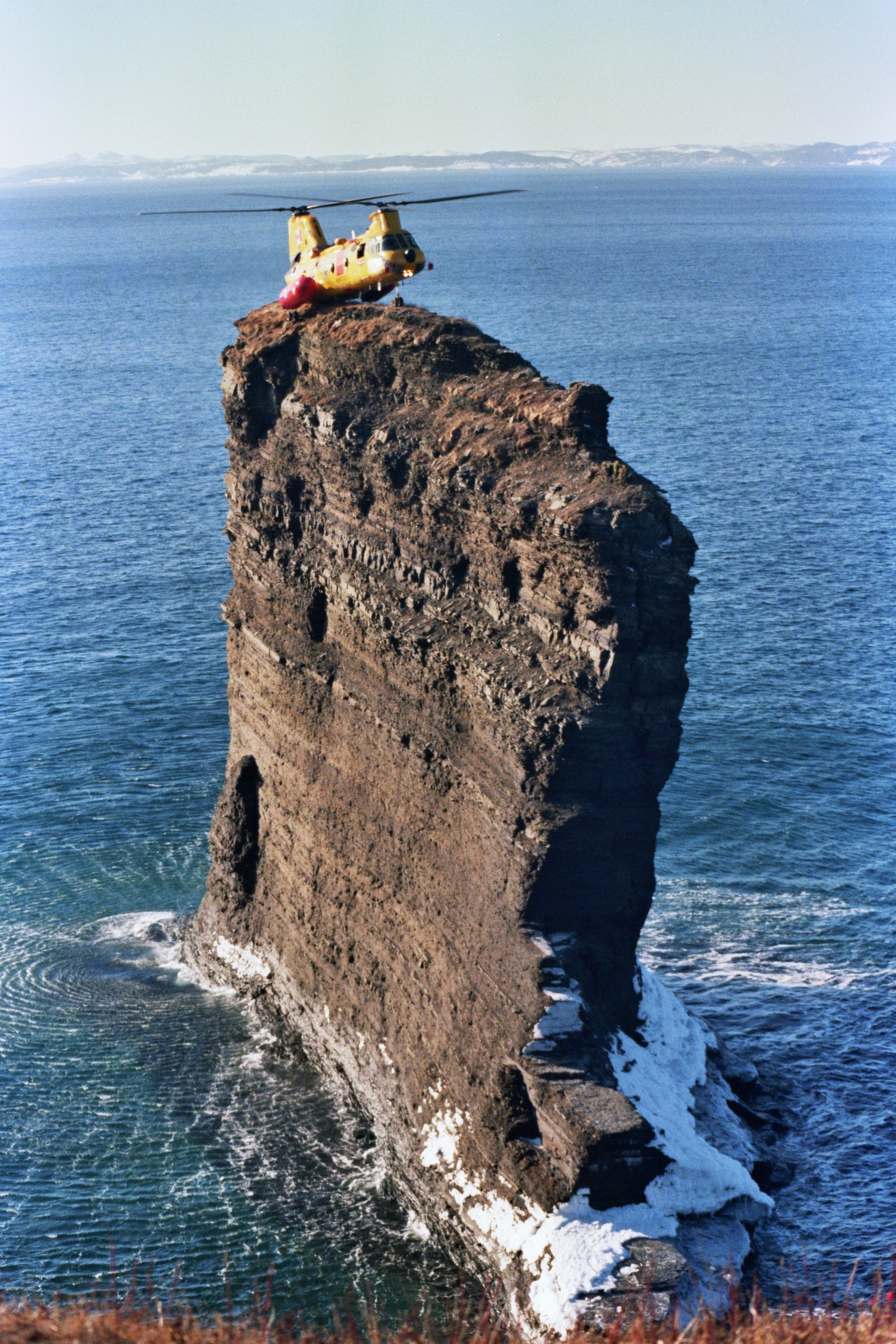
Een Boeing Vertol CH-113 Sea Knight maakte een landing op een van Bell Islands brandingspilaren bij een training in 1987
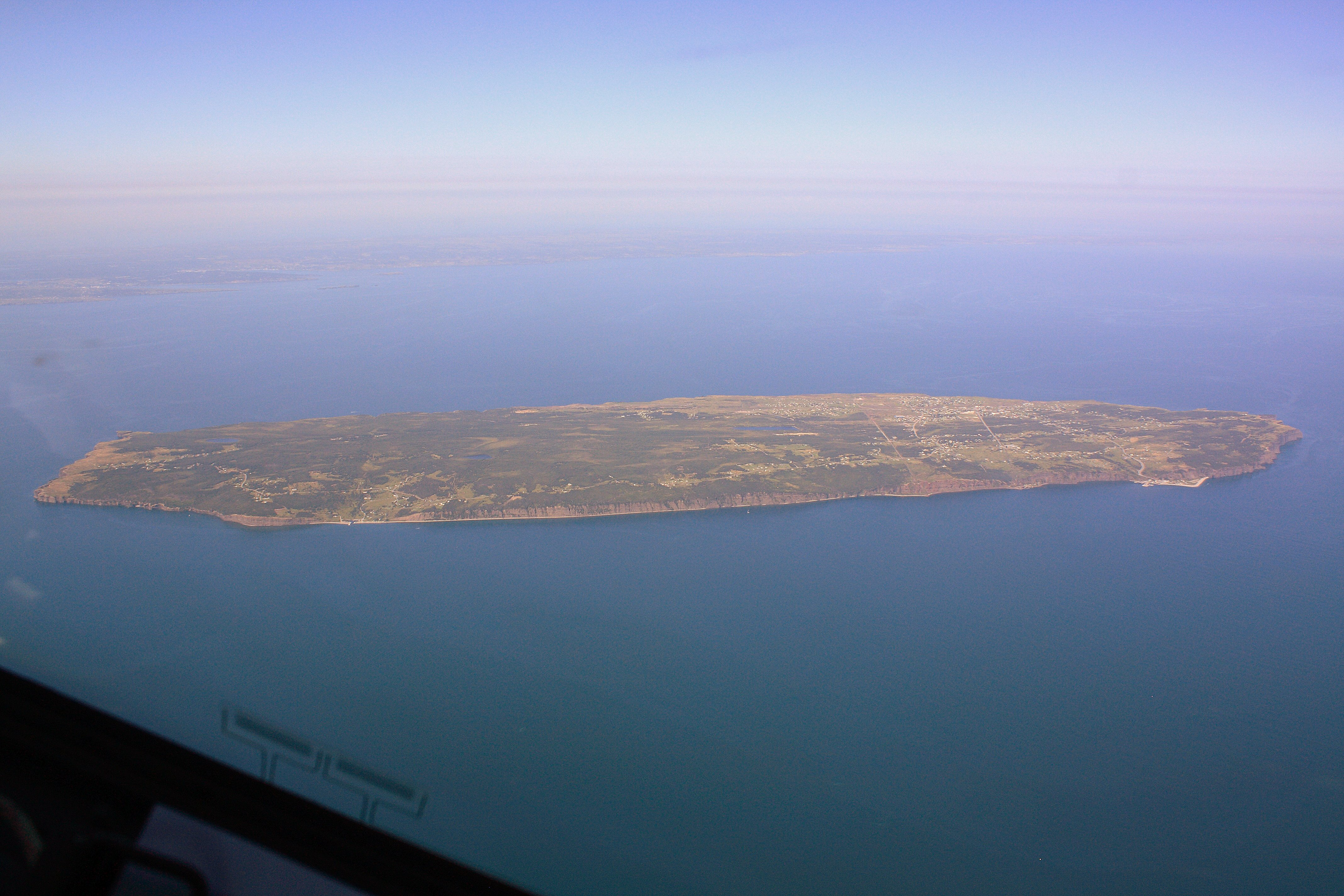
Het eiland gezien vanuit zuidoostelijke richting. De kliffen, de veerhaven en de verschillende nederzettingen en meren zijn duidelijk zichtbaar
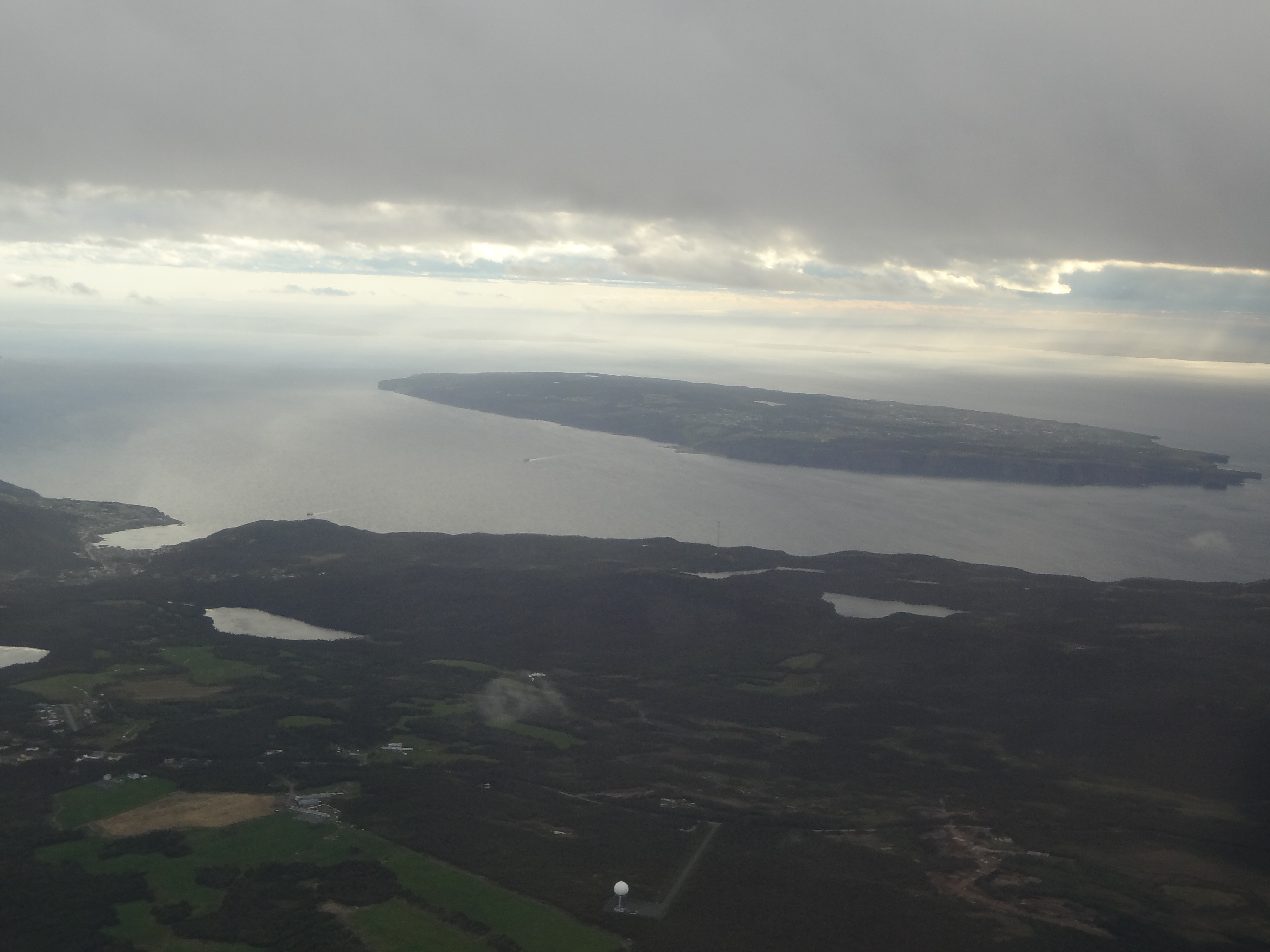
Luchtbeeld vanuit het noordoosten met duidelijk zicht op zowel The Tickle als Portugal Cove

### Hydrografie
Bell Island telt verschillende drassige plekken, waaronder een aantal moerassen, met her en der verspreid ook enkele natuurlijke poelen. In het zuidwesten bevinden zich twee relatief kleine meren, namelijk Bell Pond (2,9 ha) en Lance Cove Pond (2,1 ha).
Daarnaast is er ook de centraal gelegen West Dam Pond (6,6 ha). Dat stuwmeer is in 1954 door DOSCO op het hoogste punt aangelegd om water te hebben voor onder meer industriële toepassingen en brandbestrijding. Een tweede doel was er voor zorgen dat er meer grondwater op het eiland zou blijven, zodat de waterputen van inwoners niet opdroogden in de zomermaanden. De West Dam Pond heeft een gemiddelde diepte van 2 m en een maximale diepte van 5 m. Het watert af via de Main Brook, die met een lengte van zo'n 5,5 km de langste beek op het eiland is. Er zijn nog verschillende andere beken, waaronder de Black Brook ten oosten van Lance Cove. Vanwege de combinatie van een steile kustlijn en de vele beekjes zijn er verschillende kleine watervallen, zoals de zogenaamde Faerie's Waterfall bij de oude pier.

### Geologie en fossielen
Bell Island valt geologisch te karakteriseren als een enorm rotsblok bestaande uit zandsteen en schaliegesteente dat als een tafelberg tientallen meters boven de wateren Conception Bay uittorent. Het eiland is daarmee een anomalie binnen de geologische context van het schiereiland Avalon, waarvan de bodem vrijwel uitsluitend uit graniet en schaliegesteente bestaat en geen zandsteen bevat. De bodem behoort stratigrafisch gezien tot twee groepen. Het noordwesten van Bell Island (en de zeebodem ten noorden ervan) maakt deel uit van de Wabana Group. Al de rest van het eiland, inclusief Little Bell Island en Kellys Island, behoort tot de Bell Island Group. Beide groepen zijn onderverdeeld in gezamenlijk elf verschillende formaties, waarvan er negen op Bell Island zelf voorkomen.

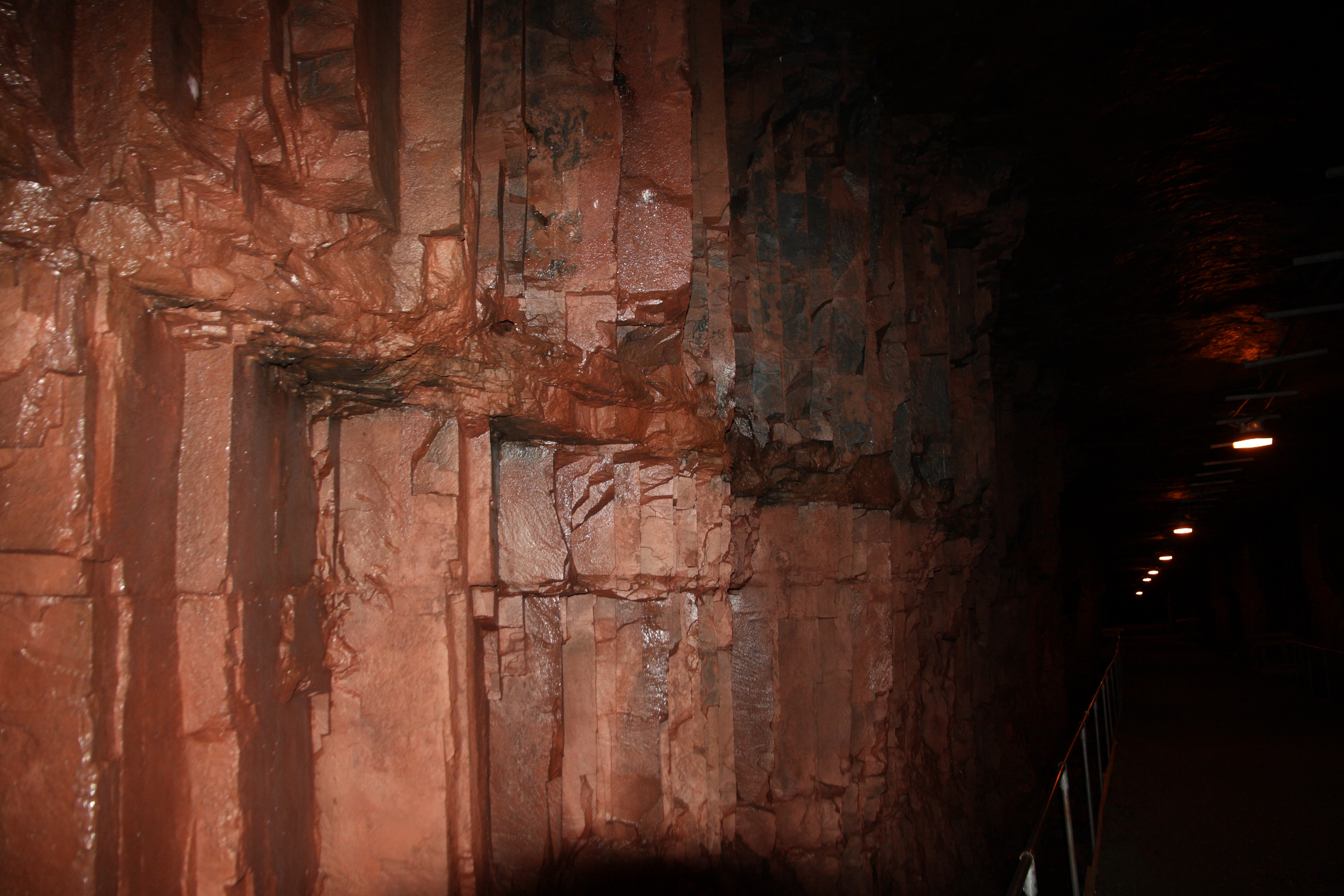
Roodkleurig hematietgesteente in de No. 2 Mine

Het gesteente van de Bell Island Group bestaat uit roodbruine tot glimmerachtige grijze zandsteen en siltsteen waarin lagen van oölitisch hematiet ingebed zitten. De overliggende Wabana Group bestaat uit zwarte schalie en zandsteen met lagen van fosfaathoudende kiezelsteen, oölitisch hematiet en pyriet. Op het eiland (en vooral in de Wabana Group) komt hematiet, een ijzerertshoudend mineraal, zo overvloedig voor dat Bell Island een van de grootste concentraties van dat mineraal ter wereld heeft. Het hematiet zorgt ervoor dat het gesteente op vele plaatsen een rode tot roodbruine kleur heeft.
Het ijzerertshoudend gesteente is zo'n 470 à 485 miljoen jaar oud en stamt uit het Vroeg-Ordovicium. De Bell Island Group bevat aan het oppervlak op sommige plaatsen echter rotslagen die nog enkele tientallen miljoenen jaar ouder zijn. Die groep is immers Cambro-Ordovicisch en bevat zelfs in beperkte mate gesteente uit het nog oudere Ediacarium. In de gesteentelagen zijn fossielen van onder meer microbiële matten, Rangeomorpha, trilobieten en armpotigen vindbaar, zij het in beperkte mate. Het gaat hier steeds om zeeleven, aangezien de voormelde gesteentelagen deel uitmaakten van de bodem van de noordelijke Rheïsche Oceaan (nabij de kust van het paleocontinent Avalonia).
Vooral de Cambrische lagen van het eiland zijn voor paleontologen bijzonder interessant. Er bevinden zich – in tegenstelling tot het beperkt aantal gefossiliseerde dieren – immers uitzonderlijk veel sporenfossielen. Dat zijn gefossiliseerde sporen van biologische activiteit (zoals stap-, kruip- of graafsporen). Vooral Cruziana-sporenfossielen zijn erg talrijk. Hierdoor is Bell Island een wereldwijd unieke locatie voor de studie van de Cambrische substraatrevolutie, een van de belangrijkste gebeurtenissen in de geschiedenis van het leven. Ook de Vroeg-Ordovicische lagen zijn rijk aan sporenfossielen; met name Cruziana en Trichophycus, evenals een enkel voorbeeld van Arthrophycus. Deze vondsten tonen een duidelijke overeenkomst met even oude lagen in West-Europa en Marokko.

Kaart van Oost-Newfoundland met aanduiding van de Bell Island Group (klik om te vergroten)
Kaart van Oost-Newfoundland met aanduiding van de Wabana Group (klik om te vergroten)

### Klimaat
Volgens de klimaatclassificatie van Köppen heeft Bell Island een klimaat van het type Dfb. Dat komt neer op een gematigd landklimaat met warme zomers en ongeveer evenveel neerslag in ieder seizoen. De warmste maand van het jaar heeft in een Dfb-klimaat een gemiddelde maandtemperatuur van minder dan 22 °C, terwijl de koudste maand een gemiddelde maandtemperatuur onder de 0 °C heeft. Minstens vier maanden hebben een gemiddelde maandtemperatuur boven de 10 °C. Ter vergelijking: in Europa hebben steden als Warschau, Riga en Kiev hetzelfde klimaattype.
Het eiland kent een gemiddelde jaarlijkse regenval van 125 cm, ruim boven het Canadese gemiddelde. Het is onbeschermd tegen de in Conception Bay heersende winden. 's Zomers betreft het voornamelijk zuidwesterwinden en 's winters meestal wester- of zuidwesterwinden. In de winter zijn de winden op hun krachtigst en zijn er geregeld stormen met sneeuw en ijzel. In strenge winters kan het soms gebeuren dat het omliggende water een tijd onbevaarbaar is vanwege ijsomstandigheden.

### Fauna en flora

#### Fauna
De kliffen van Bell Island zijn ideaal als veilige broedlocatie voor verschillende zeevogelsoorten. Vooral zwarte zeekoeten zijn in het broedseizoen bijzonder talrijk langs de Bell Islandse kust, onder andere nabij de veerhaven en de vuurtoren. Er zijn ook verschillende zeevogelsoorten die het hele jaar door op en rond het eiland voorkomen. Het betreft onder andere grote mantelmeeuwen, die jaarlijks aan de zuidkust en nabij The Bell broeden. Ook verschillende soorten binnen de familie van de strandlopers en snippen zijn op het eiland waar te nemen.
Bell Island biedt echter ook een thuis aan typische landvogels. In en rond de landelijke delen en graslanden van het eiland komen er naast vele verschillende gorzensoorten ook valken voor, waaronder het smelleken. Het zuiden bestaat daarnaast voor een groot deel uit bebost gebied. Daar leven onder meer roodborstlijsters, avonddikbekken en spechten. Bij de noordelijke rotsformatie Grebe's Nest bevindt zich daarenboven een grote broedplaats van spreeuwen.
In de wateren rond het eiland komen voorts verschillende zeezoogdieren voor, waaronder zeehonden en baleinwalvissen (zoals de bultrug en dwergvinvis). Vooral in de zomermaanden, wanneer er in Conception Bay grote scholen lodde voorkomen, zijn er vaak walvissen aangezien zij zich met deze vissen voeden. Commercieel interessante soorten die in de wateren rondom het eiland voorkomen zijn kabeljauw, pijlinktvissen en blauwvintonijn.
De scheepswrakken rondom het eiland bieden een thuis aan snotolven, kwallen, koralen, anemonen, sponzen, spinkrabben, schelploze vleugelslakken en vele andere vissoorten en kreeftachtigen. De rotsformaties langs de kust huisvesten onder meer zeesterren, zee-egels, sponzen, puitalen en platvissen.

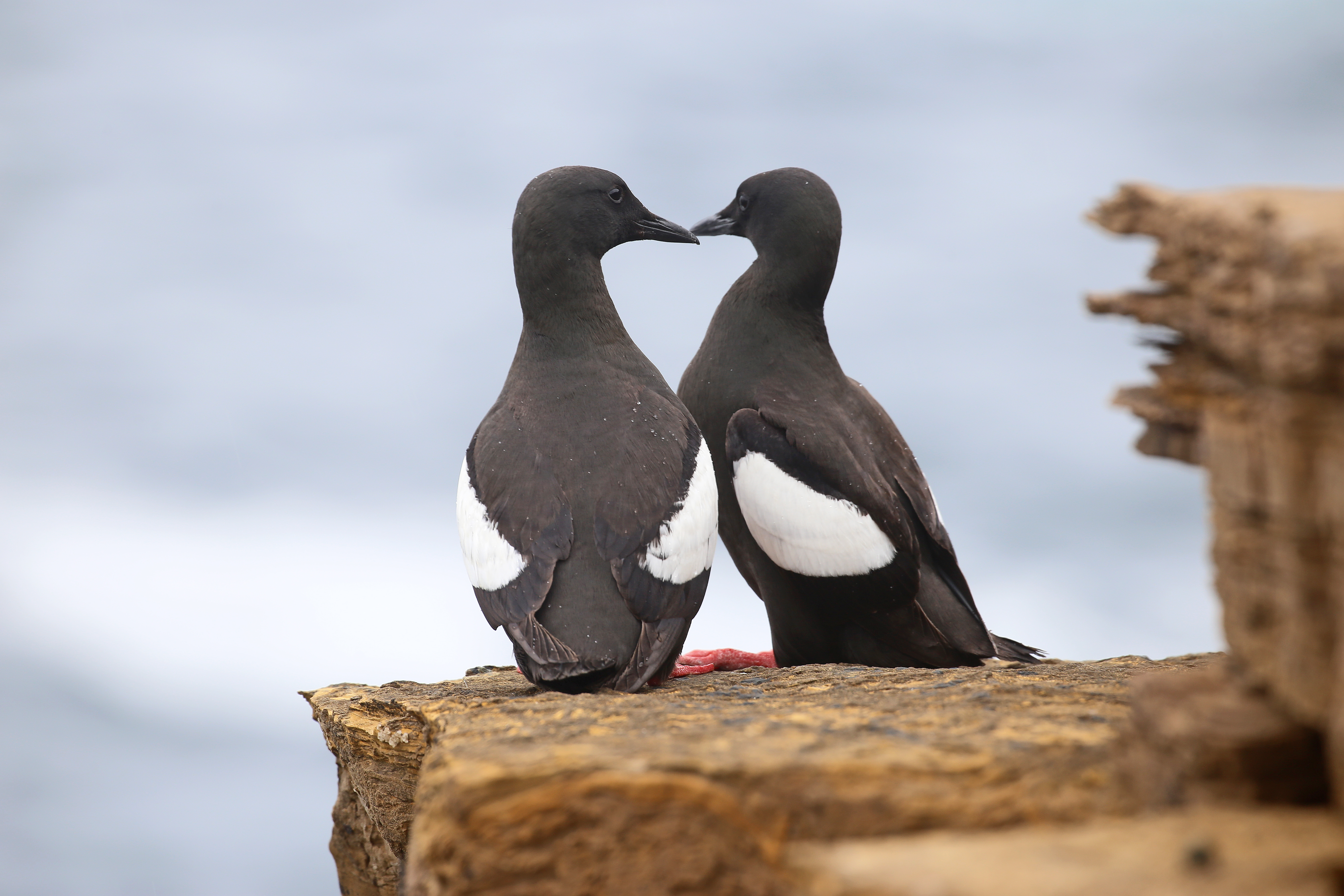
Een koppel zwarte zeekoeten
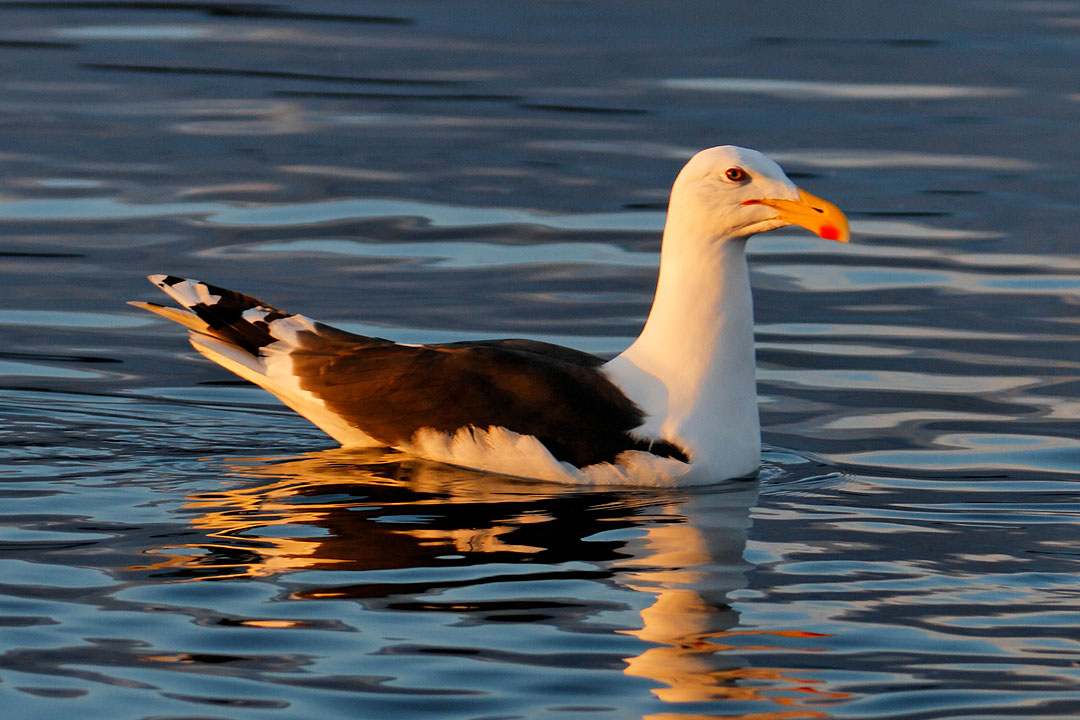
Een zwemmende grote mantelmeeuw
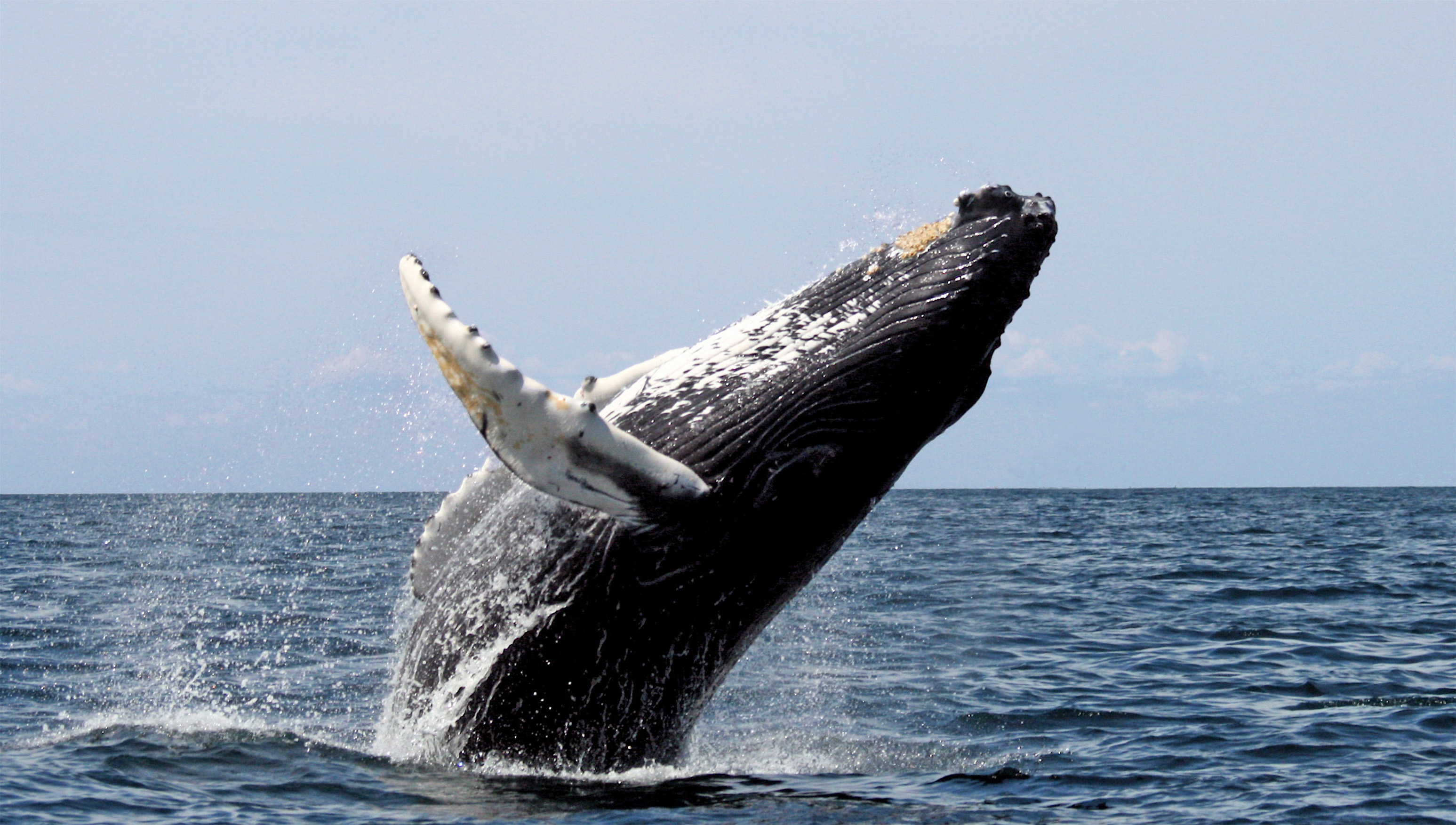
Een bultrug die uit het water springt
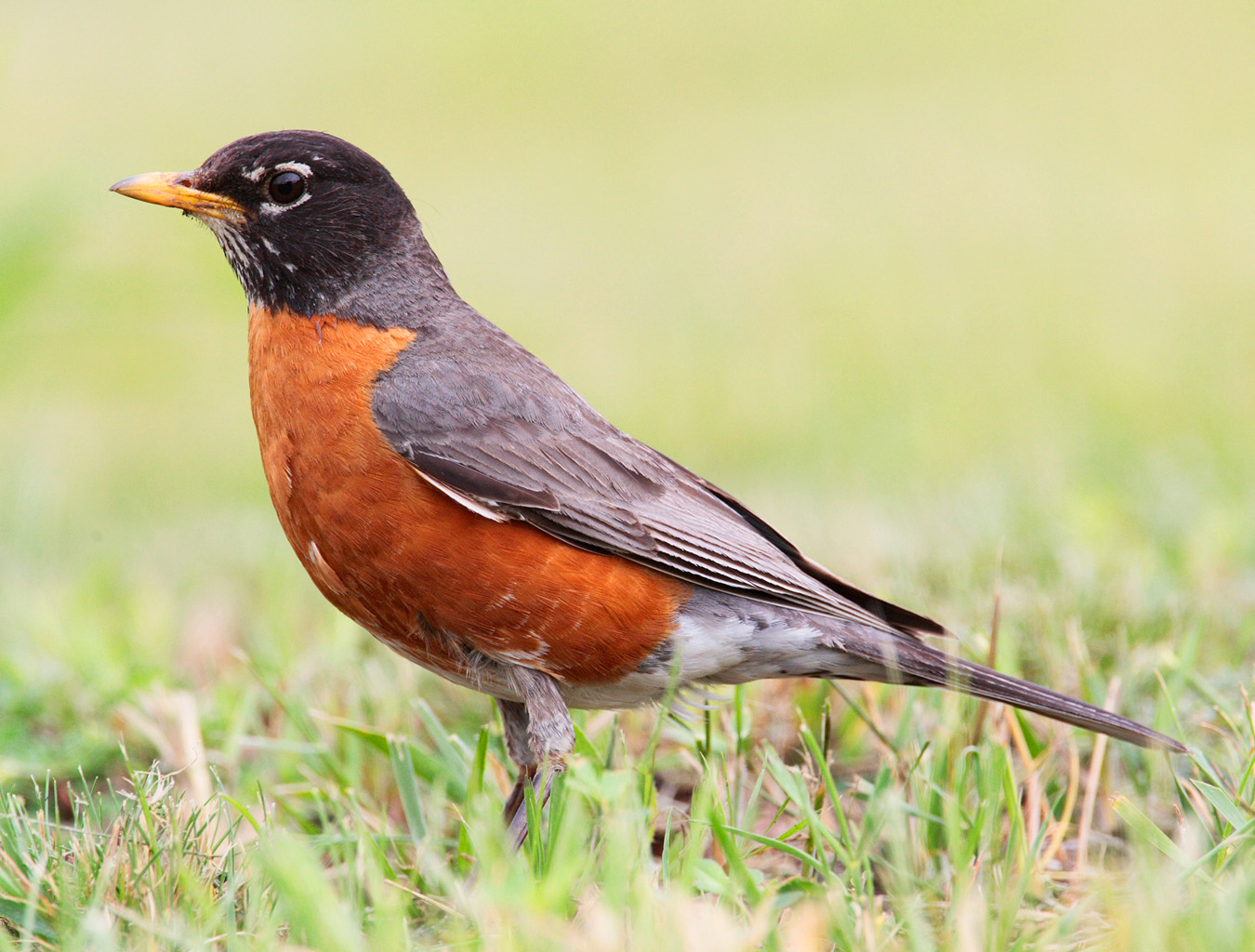
Een roodborstlijster

#### Flora
In de Bell Islandse graslanden en moerassen komt een rijke verscheidenheid aan plantensoorten voor. Het betreft onder andere verschillende vaste planten zoals biezenknoppen, tengere rus, Juncus stygius, Potentilla simplex, Conioselinum chinense, schildereprijs, lupines en hop. Er komen ook overblijvende planten zoals Epilobium strictum en eenjarige bloemplanten zoals zwarte wikke en vierzadige wikke voor.
De naaldbossen bestaan voornamelijk uit zilversparren. Deze bomen zijn ook dominant in de van bos naar grasland overgaande delen van het eiland. In de wouden groeien naast naaldbomen ook heel wat struiken die voor mensen eetbare bessen dragen. Het betreft onder andere de (hybride) zwarte appelbes, wilde aardbeien en enkele soorten van bosbessen en Ribes.

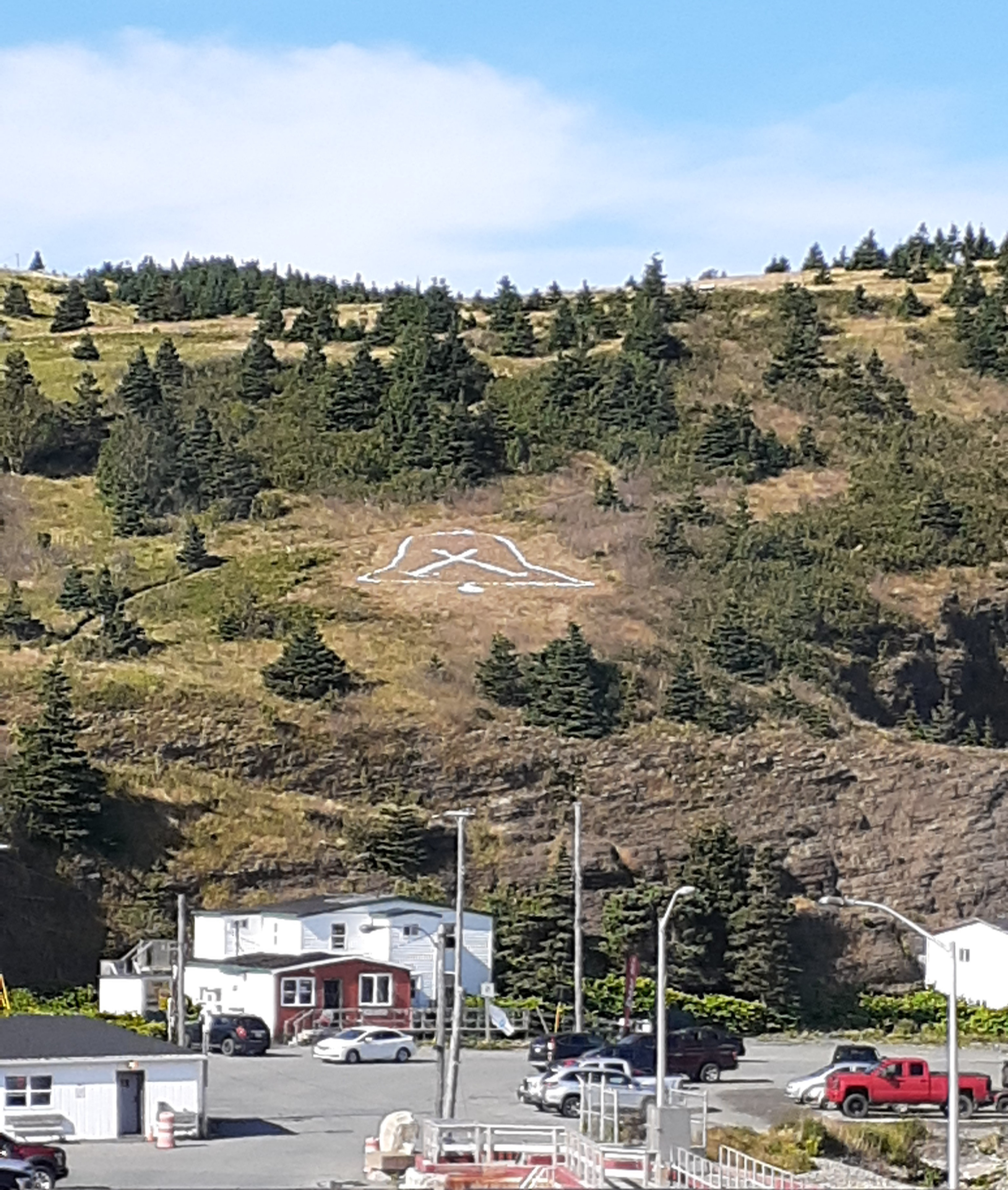
Beach Hill, net achter de veerhaven, bestaat uit een afwisseling van grassen en naaldbomen
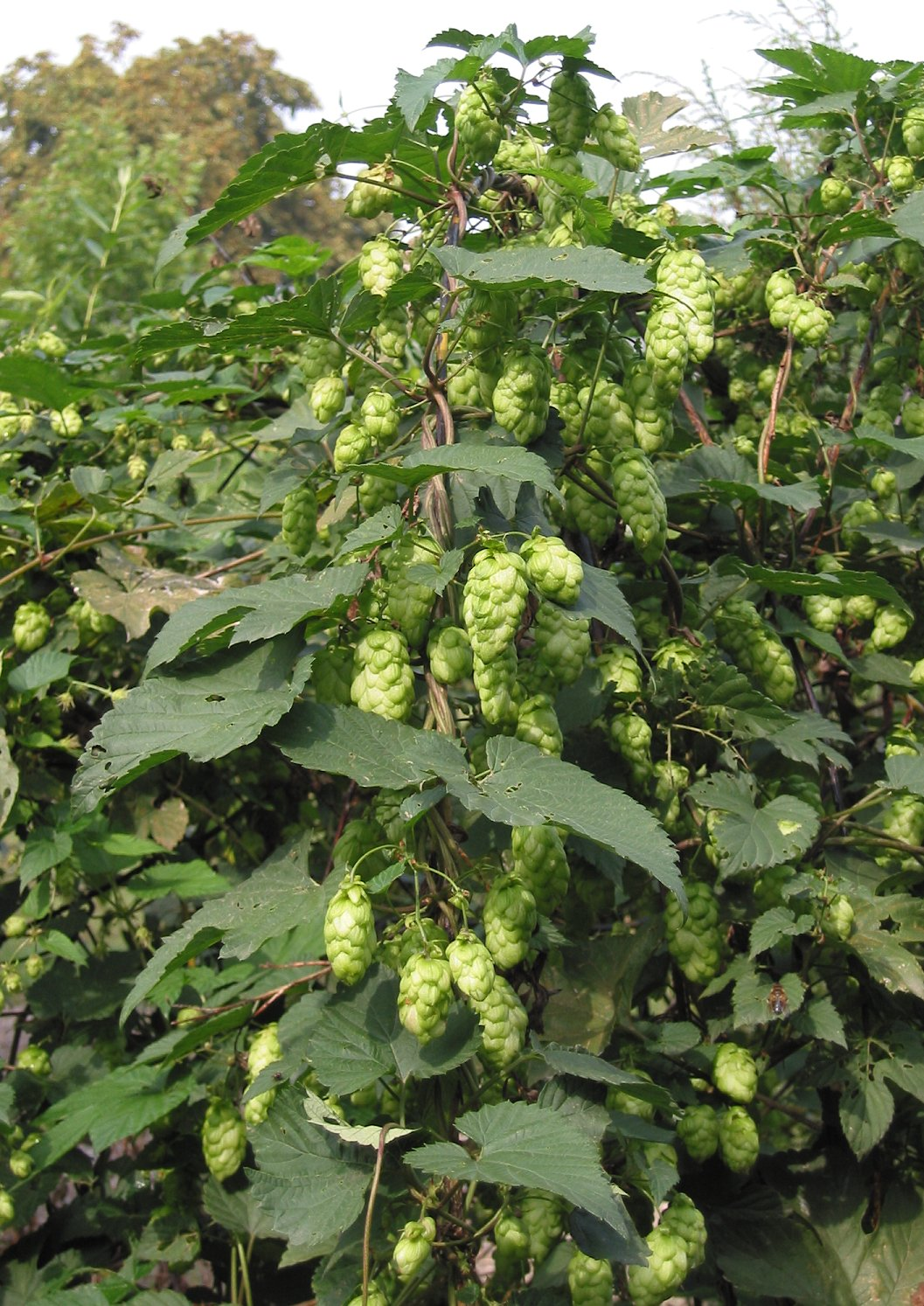
Hop komt in het wild voor op het eiland
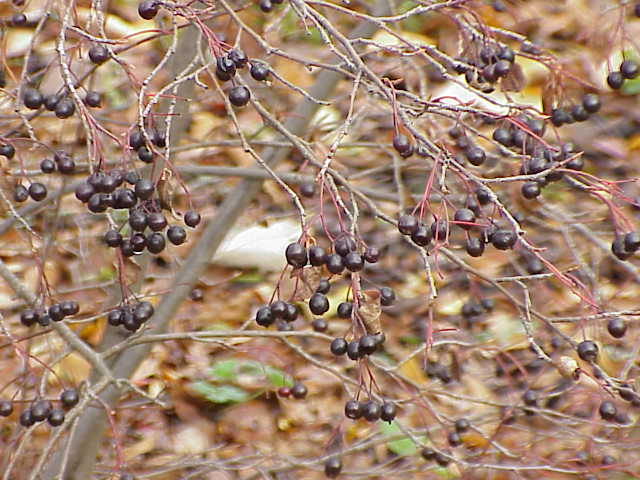
De (hybride) zwarte appelbes
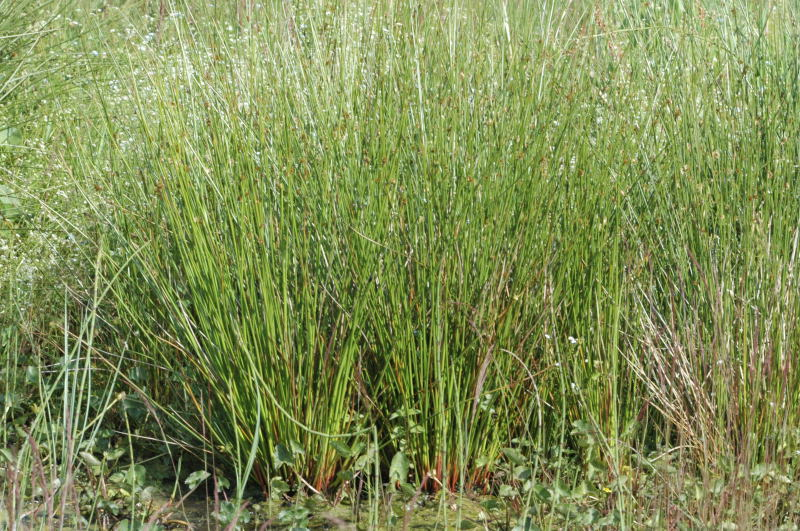
Biezenknoppen

## Demografie

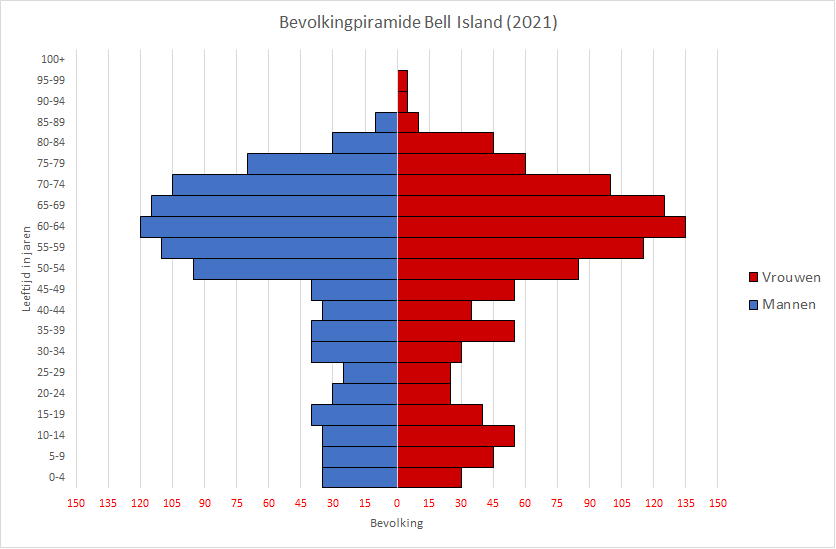
Bevolkingspiramide van Bell Island (2021)

Bij het federale overheidsagentschap Statistics Canada staat Bell Island bekend onder de noemer "Division No. 1, Subdivision R". Volgens de volkstelling van 2021 telt de gemeente Wabana 1.815 inwoners, ofwel ruim 87% van het totale inwoneraantal. Datzelfde jaar telde het gemeentevrije zuiden van Bell Island immers slechts 264 inwoners. Het betrof in totaal zo'n 1000 mannen (48,1%) tegenover zo'n 1080 vrouwen (51,9%).
In 2021 telde het eiland 1.374 woonsten waarvan er 1.095 (permanent) bewoond waren. De 2.079 inwoners leefden dus gemiddeld in een huishouden bestaande uit 1,9 personen. Dit getal is relatief laag vanwege het feit dat het eiland 455 eenpersoonshuishoudens telt. De 1.095 bewoonde woonsten bestonden uit 925 vrijstaande woningen, 60 halfopen bebouwingen, 10 rijhuizen, 95 appartementen en flats (waarvan 80 in een duplex) en 5 verplaatsbare woningen. Het gemeentevrije zuiden telde vrijwel uitsluitend vrijstaande woningen.
De bevolking van het eiland is, net als in de meeste delen van de provincie, sterk vergrijsd. Behalve een natuurlijk proces van vergrijzing is er vanwege de weinige jobs en relatief moeilijke bereikbaarheid ook een aanhoudende emigratie van mensen op werkleeftijd. Hierdoor heeft de bevolkingspiramide van Bell Island een opmerkelijke vorm die vergelijkbaar is met een paddenstoel. In 2021 waren maar liefst 1.305 Bell Islanders 50 jaar of ouder, oftewel bijna 63%. De mediaanleeftijd bedroeg 56,8 jaar in Wabana en 62,0 jaar in het zuiden, tegenover een Canadees gemiddelde van 41,6 jaar.
Het bevolkingspercentage dat in 2020 leefde in een gezin met een laag inkomen bedroeg 41,4% in Wabana en 36,5% in het zuiden, tegenover een nationaal percentage van 11,1%. Terwijl slechts 17,8% van de Canadese gezinnen in 2020 (deels) leefde van een inkomen voorzien door de overheid (zoals een pensioen, werkloosheidsuitkering of ziekte-uitkering), betrof het op Bell Island datzelfde jaar bijna de helft van de gezinnen.

### Demografische ontwikkeling
In de decennia vóór het aanvatten van de mijnbouw (1845–1891) groeide de eilandbevolking zeer gestaag met gemiddeld zo'n 8 inwoners netto erbij per jaar. In de zeventig jaar erna was de jaarlijkse gemiddelde groei ruim 20 maal sneller. Tussen 1961 en 2021 daalde bevolkingsomvang van 12.281 naar 2.079. Dat komt neer op een daling van 10.202 inwoners (-83,1%) in 60 jaar. Het inwoneraantal van 2021 is het laagste in meer dan 110 jaar tijd.
| Jaar | Inwoners |
| ---- | -------- |
| 1706 | 85       |
| 1794 | 87       |
| 1845 | 338      |
| 1857 | 428      |
| 1869 | 504      |
| 1874 | 576      |
| 1884 | 651      |
| 1891 | 709      |

| Jaar | Inwoners |
| ---- | -------- |
| 1901 | 1.320    |
| 1911 | 3.084    |
| 1921 | 4.357    |
| 1935 | 6.157    |
| 1945 | 8.171    |
| 1951 | 10.291   |
| 1956 | 11.724   |
| 1961 | 12.281   |

| Jaar | Inwoners |
| ---- | -------- |
| 1966 | 9.090    |
| 1971 | 6.079    |
| 1976 | 5.446    |
| 1981 | 4.929    |
| 1986 | 4.612    |
| 1991 | 4.185    |
| 1996 | 3.596    |
| 2001 | 3.078    |

| Jaar                             | Inwoners |
| -------------------------------- | -------- |
| 2006                             | 2.784    |
| 2011                             | 2.690    |
| 2016                             | 2.468    |
| 2021                             | 2.079    |
|                                  |          |
| [ 2 ] [ 4 ] [ 68 ] [ 69 ] [ 70 ] |          |
| [ 71 ] [ 72 ] [ 73 ] [ 74 ]      |          |
| [ 65 ] [ 66 ] [ 75 ]             |          |

Vanwege een beveiligingsprobleem met de MediaWiki Graph-software is het momenteel niet mogelijk deze grafiek weer te geven. Zodra de software is bijgewerkt zal de grafiek vanzelf weer zichtbaar worden.

### Taal
Volgens de volkstelling van 2021 hadden zo goed als alle inwoners van Bell Island het Engels als moedertaal (en was op een vijftal personen na iedereen die taal machtig). Slechts een twintigtal mensen had een andere moedertaal. Het ging onder meer om tien Franco-Newfoundlanders, de Franstalige minderheid van de provincie.
De overgrote meerderheid van de Bell Islanders was in 2021 naast het Engels geen enkele andere taal machtig. Behalve de tien moedertaalsprekers van het Frans – dat in Canada net als Engels een officiële taal is – kon niemand anders de taal spreken. Alles tezamen was slechts een vijftiental mensen een niet-officiële taal machtig; bij de meerderheid onder hen betrof het een gebarentaal.

### Etniciteit
De bevolking van Bell Island bestaat bijna uitsluitend uit blanken. Er woonden in 2021 daarnaast vijftien mensen die aangaven een inheemse identiteit te hebben. De kleine inheemse bevolkingsgroep op het eiland bestaat uit Métis. Er waren dat jaar in totaal een 45-tal mensen die etnisch deels van blanke en deels van inheemse afkomst waren, al beschouwde de meerderheid onder hen zichzelf dus als zijnde blank eerder dan inheems.
Zo'n tien Arabieren vormden in 2016 de enige zichtbare minderheid op het eiland. De volkstelling van 2021 maakt geen gewag meer van de aanwezigheid van enige zichtbare minderheid.

## Overheid en voorzieningen

### Bestuurlijke indeling

#### Bovenlokaal bestuur
Aangezien Canada een federale staat is, ligt een groot deel van de bestuursmacht bij het provinciebestuur, evenals de bepaling van de supralokale bestuurlijke indeling. Newfoundland en Labrador is als Canadese provincie een uitzondering daar het geen bestuursniveau heeft tussen het lokale en het provinciale bestuursniveau.
Op het eiland Newfoundland bestaat er een zeer beperkte vorm van regionaal bestuur via de regional service boards (RSB). Zij zijn echter geen volwaardig bestuursniveau an sich maar eerder een op een intercommunale gelijkende publieke entiteit. Bell Island maakt sinds 2008 deel uit van het Eastern Regional Service Board. Dat RSB heeft afvalbeheer, operationeel toezicht over gemeentelijk afvalwater- en drinkwaterbeheer en de organisatie van de brandweer als bevoegdheden.

#### Lokaal bestuur
Op lokaal niveau is het mijnwerkersdorp Wabana sinds 1950 officieel erkend als een town, de benaming die in Newfoundland en Labrador gebruikt wordt voor een gemeente. Een groot deel van de bebouwing aan de buitenrand van het noordelijke mijnwerkersdorp viel echter buiten de gemeentegrenzen. In 1965 annexeerde Wabana dan ook een deel van het gemeentevrije grondgebied en de toen ongeveer 3000 inwoners wonend in dat gebiedsdeel. Sindsdien omhelst het gemeentelijke grondgebied ruwweg de noordelijke helft van Bell Island.
Het dunbevolkte zuidelijke gedeelte van het eiland, waar de gehuchten Lance Cove, Bickfordville en Freshwater gelegen zijn, bestaat uit gemeentevrij gebied. Dat betekent dat de mensen in die plaatsen niet onder het bestuur van een gemeentelijke overheid vallen en dus niet van gemeentelijke diensten kunnen genieten. Anderzijds moet men er noch gemeentebelasting, noch eigendomsbelasting betalen.
In Lance Cove is er op beperkte schaal wel degelijk enig lokaal bestuur daar de plaats erkend is als een local service district (LSD). Dat is een lokale bestuursvorm waarbij een groep van (onbetaalde) verkozenen verantwoordelijk is voor het faciliteren van basale diensten aan de gemeenschap. Het gaat dan om zaken zoals de straatverlichting, het sneeuwvrij houden van lokale wegen, de ophaal van vuilnis en onderhoud en herstellingen aan de riolering en aan de waterleiding. Een LSD-bestuur kan echter, anders dan een gemeente, geen zelfstandige beslissingen nemen zonder ministeriële toestemming en heeft ook niet het recht om belastingen te heffen of een budget te beheren. Ze kunnen enkel opereren door de gemaakte kosten via een factuur door te rekenen aan de inwoners.
De mensen die wonen in Freshwater, Bickfordville, net buiten de grenzen van Wabana of in enkele afgelegen woningen hebben geen enkele vorm van lokaal bestuur. Het LSD Lance Cove biedt immers enkel diensten aan die plaats aan, niet aan het volledige gemeentevrije gebied. De bestuurssituatie op het eiland is dus bijzonder diffuus, wat reeds voor problemen zorgde. Zo beëindigde de gemeente Wabana met ingang op 1 juli 2021 bijvoorbeeld het vuilnisophalingscontract met het Eastern Regional Service Board, dat ook een provisie bevatte die de ophaal van vuilnis in het gemeentevrije eilandgedeelte regelde. Wabana weigerde hier nog iets mee te maken te hebben, waardoor de inwoners van het zuiden plots zelf hun afval moesten zien kwijt te geraken. In de loop van augustus 2021 begon er ginds via een lokale aannemer opnieuw een geregelde vuilnisophaaldienst.

### Voorzieningen

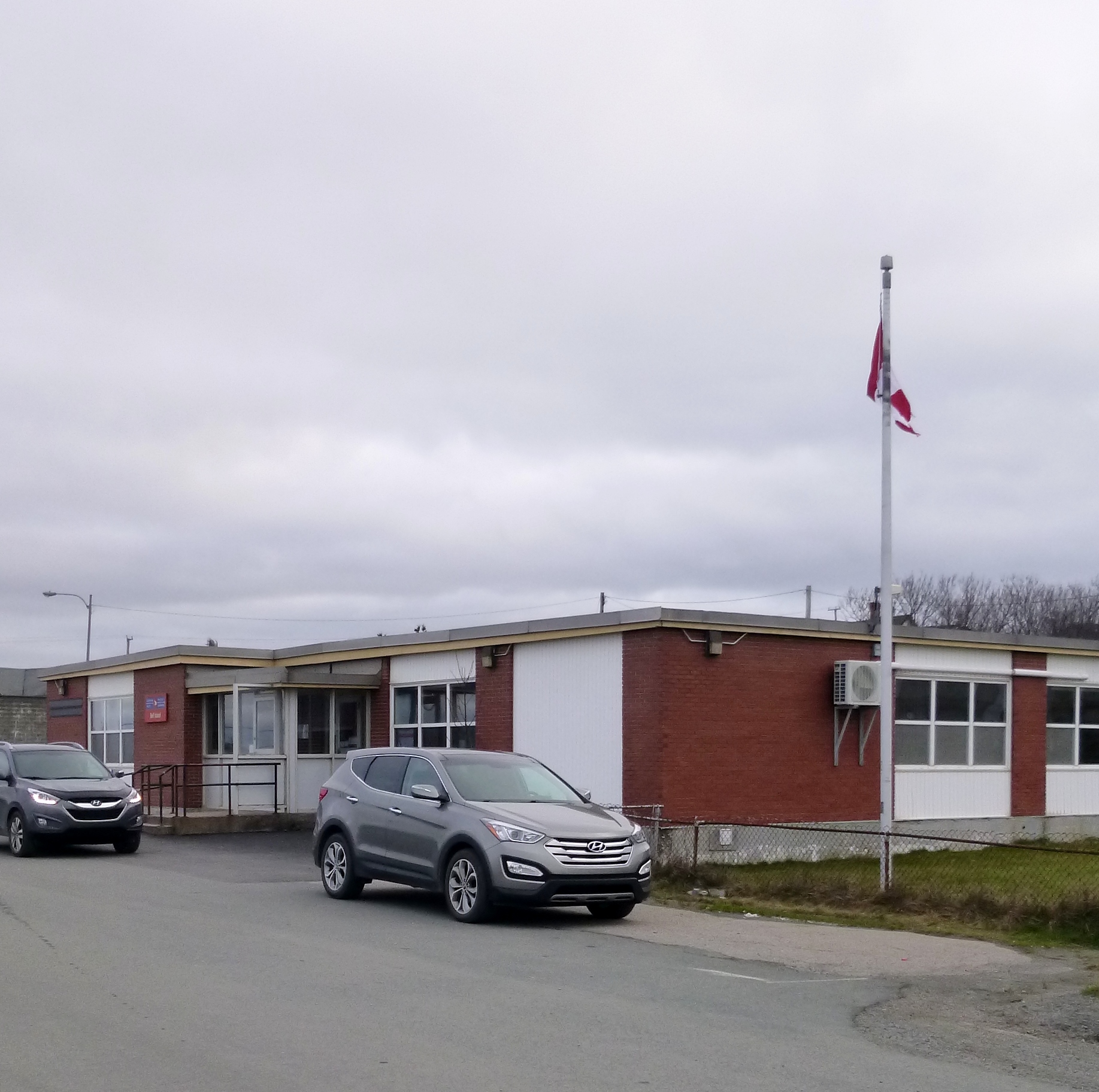
Postkantoor van Wabana

In Wabana bevindt zich een brandweerkazerne evenals een politiebureau van de Royal Canadian Mounted Police. Er is ook een kantoor van het Royal Canadian Legion, de veteranenorganisatie van de Canadese strijdkrachten. Wabana huisvest ook het postkantoor van het eiland.
In de gemeente bevinden zich ook de twee scholen van Bell Island, namelijk de St. Augustine's Elementary School en de St. Michael's Regional High School. Kinderen kunnen lokaal dus zowel basis- als secundair onderwijs volgen. Tot het eind van de 20e eeuw was er ook een school waar leerlingen een beroepsopleiding konden krijgen. Het voormalige schoolgebouw huisvest nu onder de naam "Wabana Complex" onder meer het gemeentebestuur.
Wabana huisvest sinds 1965 eveneens een klein ziekenhuis, namelijk het Dr. Walter Templeman Health Care Centre. Deze zorginstelling (die ook bekendstaat als de Bell Island Primary Health-care Clinic) staat onder toezicht van de gezondheidsautoriteit Eastern Health. De ziekenhuisfunctie is door de daling van het inwoneraantal afgebouwd waardoor het nu eerder een polikliniek is. Er zijn in principe steeds een arts en enkele verpleegkundigen aanwezig die er patiënten op afspraak ontvangen, al zijn er geregeld personeelstekorten.
Er bevinden zich voor de christelijke inwoners drie kerkgebouwen op Bell Island. Het betreft de anglicaanse Church of St. Cyprian and St. Mary, de katholieke St. Michael's Church en de Jackson United Church van de protestantse United Church of Canada. Historisch hadden nog andere christelijke denominaties er eveneens een gebedshuis.

### Transportinfrastructuur
Aan de oostzijde van het eiland, op het grondgebied van Wabana, bevindt zich een veerhaven. Deze is het vertrek- en aankomstpunt van de twee veerboten die meermaals per dag de 20 minuten durende oversteek van het eiland naar Portugal Cove en terug maken. Het betreft de MV Legionnaire met een capaciteit van 200 personen en 64 auto's en de MV Flanders met een capaciteit van 240 personen en 36 auto's. Op weekdagen zijn er in totaal 32 oversteken (16 in iedere richting) tussen 5u30 en 22u35. In de weekends zijn er dagelijks 26 oversteken (13 in iedere richting) tussen 6u50 en 22u35. Het is onmogelijk om te reserveren, waardoor het aangeraden is om wanneer mogelijk buiten de spitsuren de oversteek te maken. Pendelaars die geen auto hebben moeten in Portugal Cove een taxi naar de stad nemen aangezien er daar geen openbaar vervoer voorzien is. Doorheen de decennia is de veerverbinding echter vaak onbetrouwbaar genoemd, wat soms tot protest en frustratie leidde. Er is in de haven ook een aanlegplaats voor vrachtschepen voorzien.
Net ten westen van de buurt West Mines ligt daarenboven een landingsstrook met een lengte van 701 m die bekendstaat als "Bell Island Airport" (ICAO: CCV4). Deze geasfalteerde landingsstrook ligt er meestal verlaten bij, daar deze enkel in erg koude winters of bij uitzonderlijke noodgevallen gebruikt wordt. Zee-ijs kan dan immers de doorgang van de veerboten blokkeren, waardoor de landingsstrook de enige manier is om van en naar het eiland te reizen.
Bell Island huisvest voorts een uitgebreid stratennetwerk, waaronder een lus die via onder meer Middleton Avenue en Lance Cove Road grotendeels de omtrek van het eiland volgt. Het stratenplan van de hoofdplaats Wabana heeft wat weg van een doolhof en staat daarmee lijnrecht tegenover de vrijwel volledig langs de kustlijn gebouwde dorpen die typisch zijn voor Newfoundland.

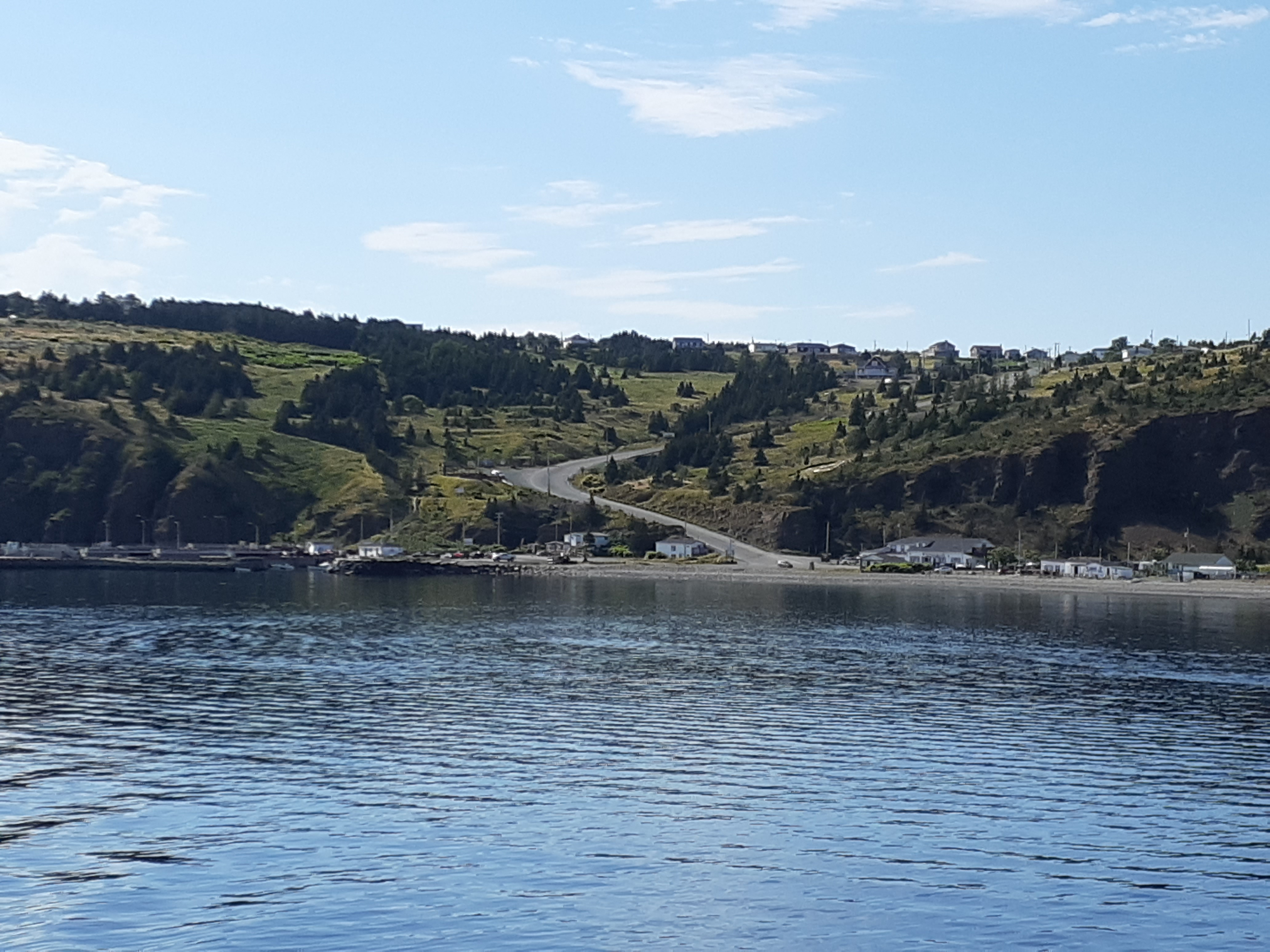
Zicht op de in het oosten gelegen Beach Hill, met links in beeld de veerhaven
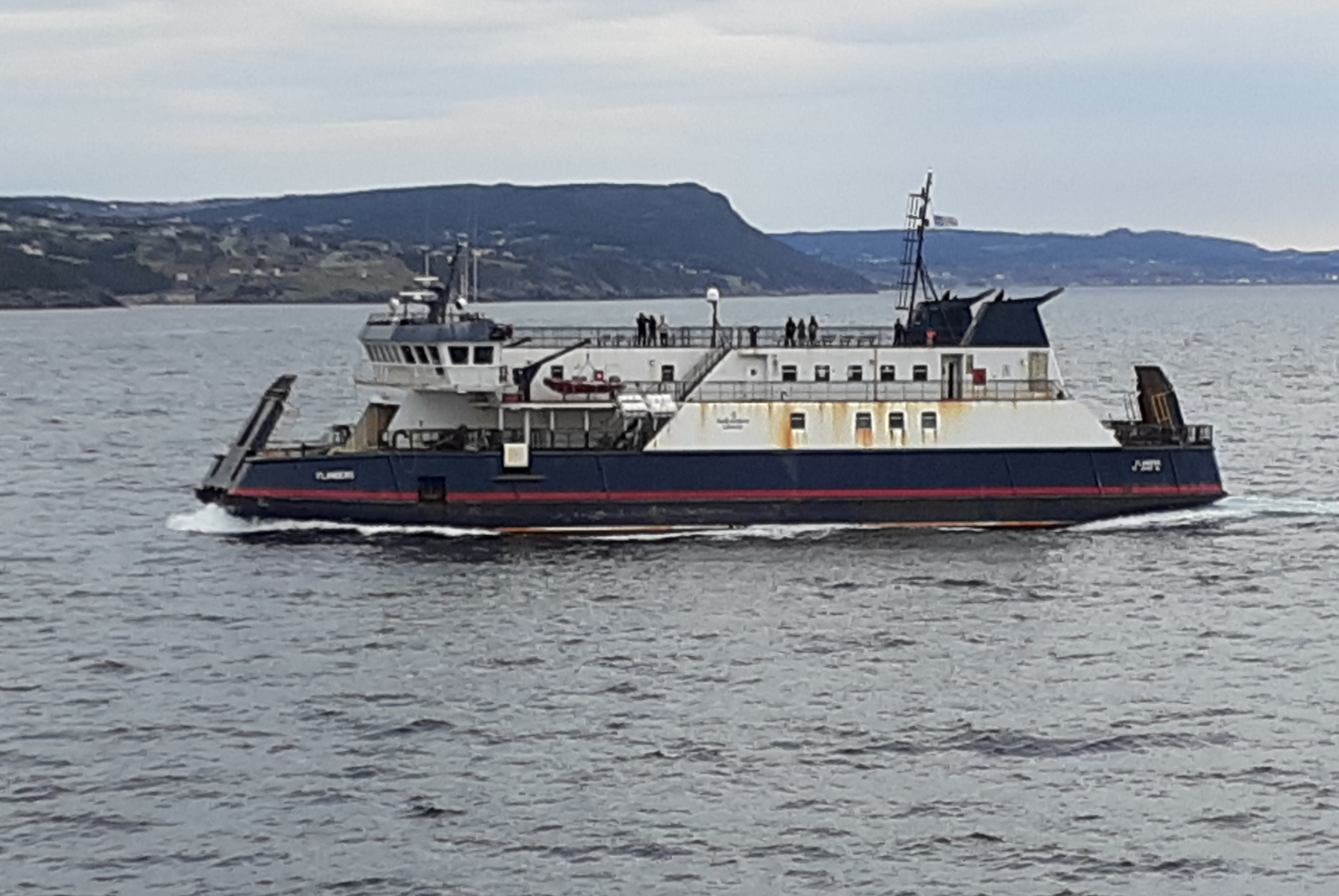
De MV Flanders is een van de twee veerboten die dagelijks de oversteek van Bell Island naar Portugal Cove maakt
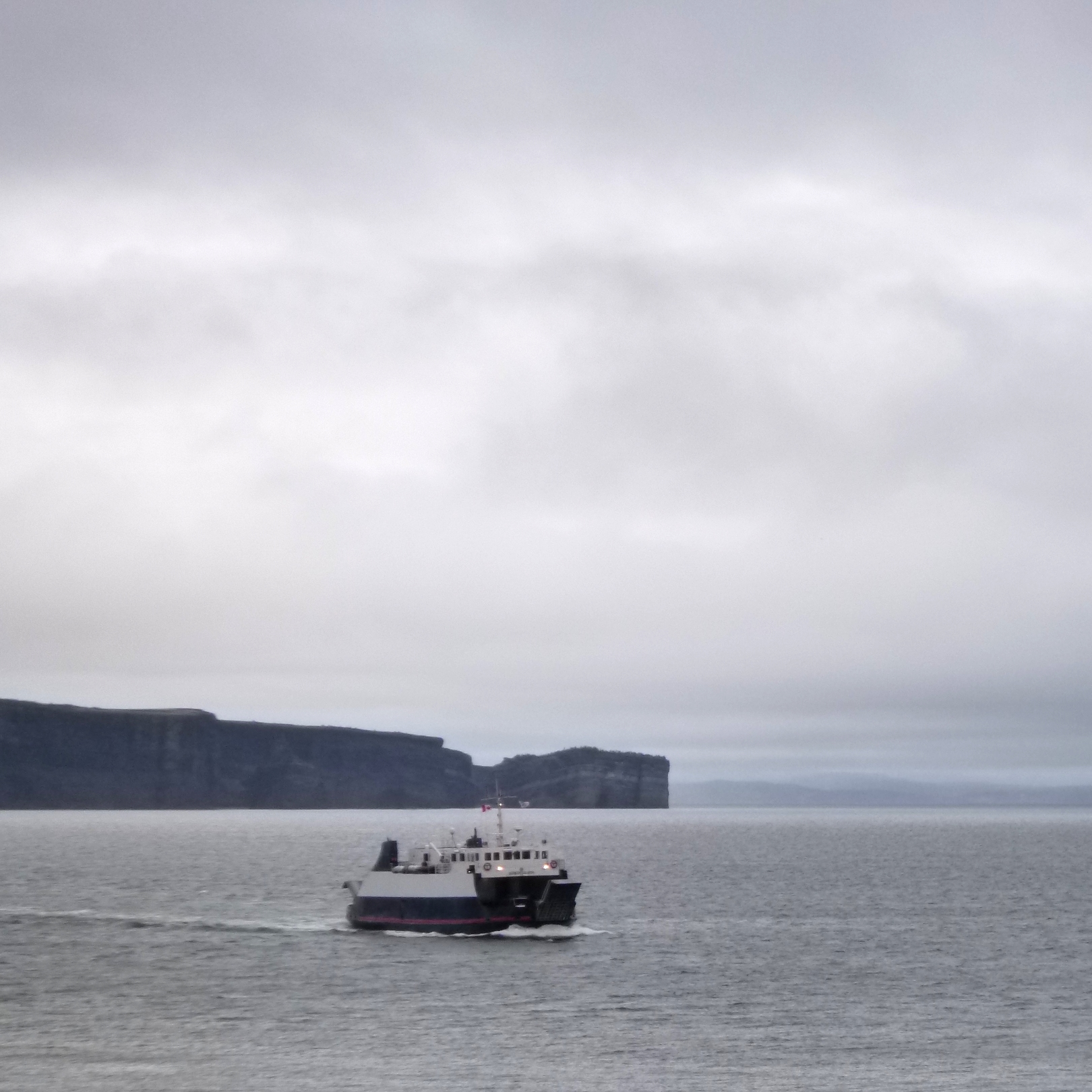
Een van de veerboten op weg naar Portugal Cove (met Bell Island in de achtergrond)
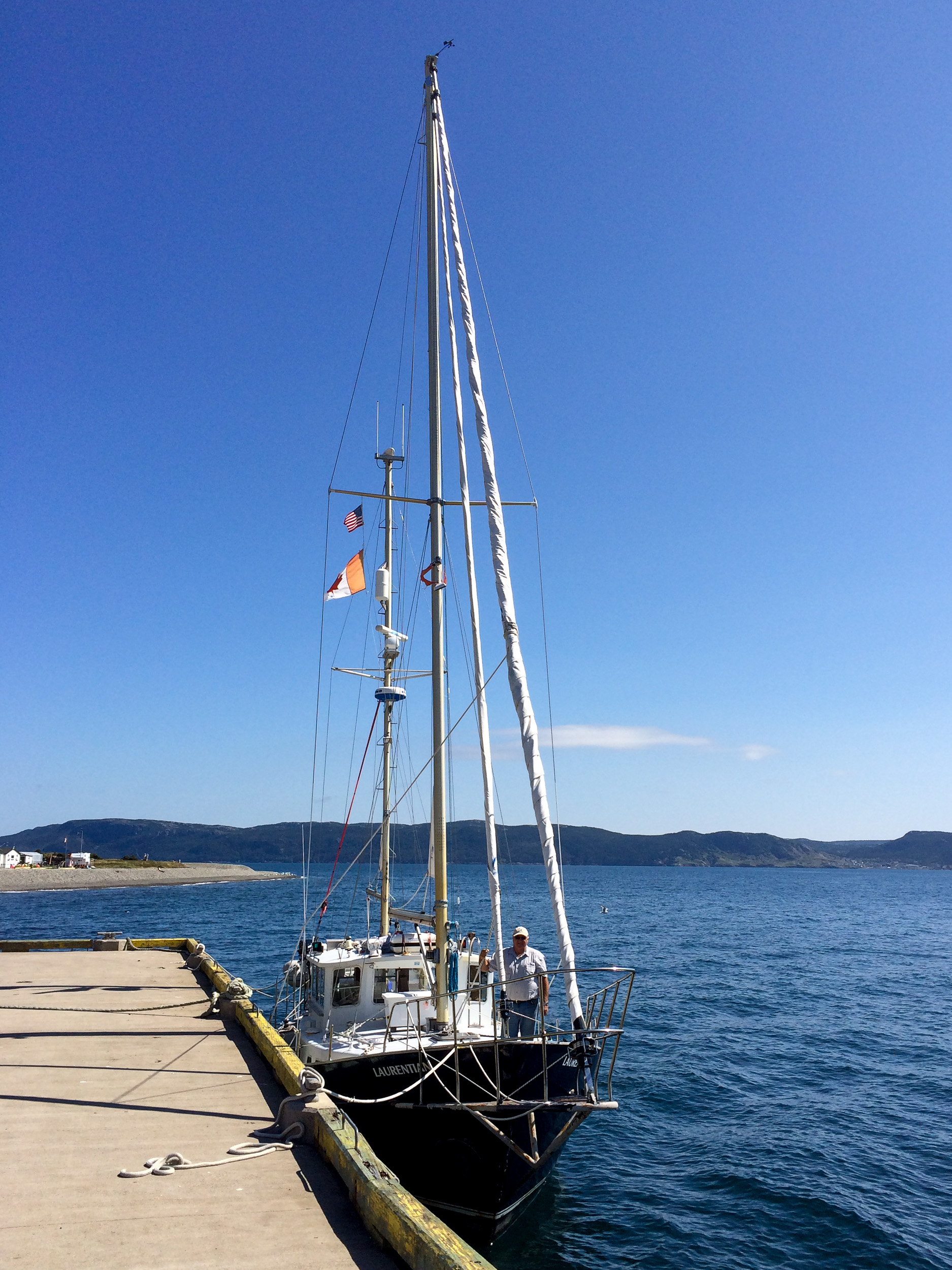
Een zeilboot die aangemeerd is aan een pier in The Front
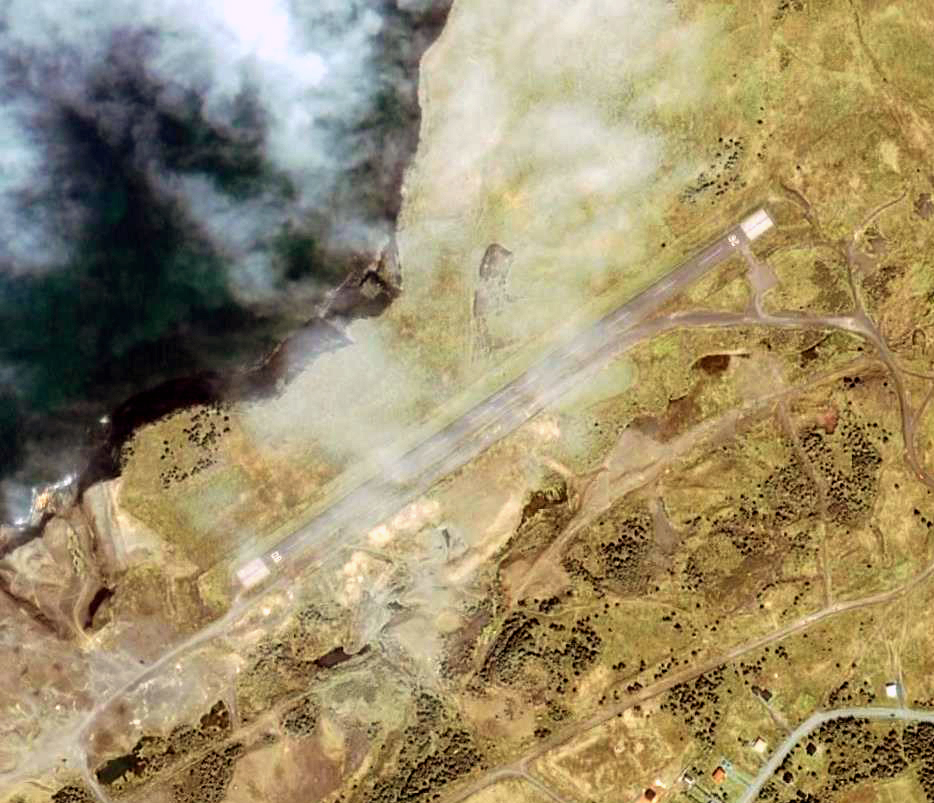
Satellietbeeld van Bell Island Airport

## Economie
Bell Island telt vergeleken met haar inwoneraantal slechts een beperkt aantal jobs vanwege de relatief moeilijke lokale economische situatie. Deze situeren zich voornamelijk in het onderwijs, de dienstensector, de gezondheidszorg en het toerisme. Vooral sinds eind de jaren 1990 zet men op Bell Island sterk in op het toerisme als economische sector. Zowel de provinciale als federale overheid hebben de uitbouw van het lokale toerisme reeds financieel ondersteund.
Sommige inwoners halen hun inkomen net zoals voor de mijnbouwperiode uit (zelfstandige) arbeid in de lokale primaire sector. Het gaat dan zowel over de visserij als de landbouw. Voor verschillende gezinnen vormt een moestuin en het plukken van wilde bessen traditioneel een aanvullende inkomstenbron, zij het in veel mindere mate dan halverwege de 20e eeuw.
De meeste overgebleven niet-gepensioneerde inwoners werken echter in de Metropoolregio St. John's en pendelen dagelijks met de veerboot. Hierdoor is Wabana tot een slaapstad geëvolueerd. De veerverbinding is voor de inwoners van cruciaal belang, niet alleen om te gaan werken maar ook voor het inkopen van bepaalde zaken die niet op Bell Island zelf beschikbaar zijn. De veerverbinding is echter niet altijd even betrouwbaar en zorgt per definitie reeds voor lange reis- en pendeltijden, wat de positie van Bell Island als forensengemeenschap ondermijnt.

## Toerisme
De provincieoverheid van Newfoundland en Labrador promoot via haar toeristische dienst Bell Island als "de perfecte daguitstap voor wie op zoek is naar wat avontuur". De bereikbaarheid van het eiland via de frequente veerverbinding met Portugal Cove is cruciaal voor het toerisme. De 20 minuten durende oversteek is zelf reeds een ervaring voor toeristen vanwege het uitzicht op het eiland en omdat er naargelang het seizoen tijdens de overtocht zowel zeevogels en zeezoogdieren als ijsbergen te spotten zijn. Op het eiland bevinden zich naast een bed and breakfast ook meerdere door toeristen huurbare cottages en Airbnb-woningen. Wie geen (huur)auto heeft, kan gebruik maak van de lokale taxidienst.
De kust is een van de belangrijke toeristische trekpleisters van Bell Island. Zo zijn de vele opmerkelijke rotsformaties niet alleen te voet maar ook via georganiseerde boottochten te bezichtigen. Daarnaast zijn er ook meerdere stranden, een groot deel ervan enkel vanop zee bereikbaar, en kan men er snorkelen en kayaken, zelfs tot in enkele zeegrotten. Een netwerk aan wandelpaden genaamd de Gregory Normore Coastal Walking Trails leidt bezoekers naar de mooiste plekken langs de volledige eilandkust. Wandelaars passeren onder andere bij de vuurtoren, waar men de uitzichten ook vanuit het gekende Keeper's Cafe kan waarnemen. Centraal op het eiland zijn er ook een paar mountainbikeroutes doorheen de wouden. Vanwege dit natuurschoon staat het eiland ook wel bekend als "the Belle of the Bay".
De geschiedenis van de mijnbouw is een van de andere belangrijke toeristische troeven. Het Bell Island Community Museum, dat geopend is van begin juni tot eind september, trekt jaarlijks gemiddeld zo'n 13.000 bezoekers. Het huisvest een permanente tentoonstelling die, naast vele mijnbouwartefacten, ook een grote collectie mijnwerkersportretten van de wereldberoemde 20e-eeuwse fotograaf Yousuf Karsh bevat. Bezoekers kunnen tegelijkertijd ook in de beroemde "No. 2 Mine" gaan. Toeristen kunnen de mijntunnels ontdekken en over het ondergrondse werkleven leren via een gegidste rondleiding die ongeveer een uur duurt. De mijn is sinds 2006 erkend als provinciaal erfgoed en is te betreden via de kelder van het voornoemde museum. Op verschillende gebouwen, waaronder het gemeentelijke complex, zijn enorme muurschilderingen aangebracht die verwijzen naar het mijnbouwverleden.
De geschiedenis van de Tweede Wereldoorlog kan eveneens sommige bezoekers boeien. De twee defensieve kanonnen van de kustbatterij, die zich vlak bij de aanlegsteiger bevinden, verkeren nog in goede staat en zijn vrij te bezoeken. Daarnaast is er ook een herdenkingsmonument voor de oorlogsslachtoffers uit WO II in Lance Cove, net als een monument voor de slachtoffers van de scheepsramp. De oorlog speelt echter vooral in de kaart van het duiktoerisme, aangezien er vier door U-boten gezonken schepen relatief dicht bij de kust van het eiland liggen. De deels met riffen begroeide schepen zijn allen tussen de 130 en 150 m lang. Ze liggen op goed duikbare diepte in water met zeer goede zichtbaarheid en vallen makkelijk te bezoeken via de duikfirma Ocean Quest Adventures. Ervaren duikers kunnen met toestemming en het juiste brevet ook in de onder water gezette mijntunnels duiken.

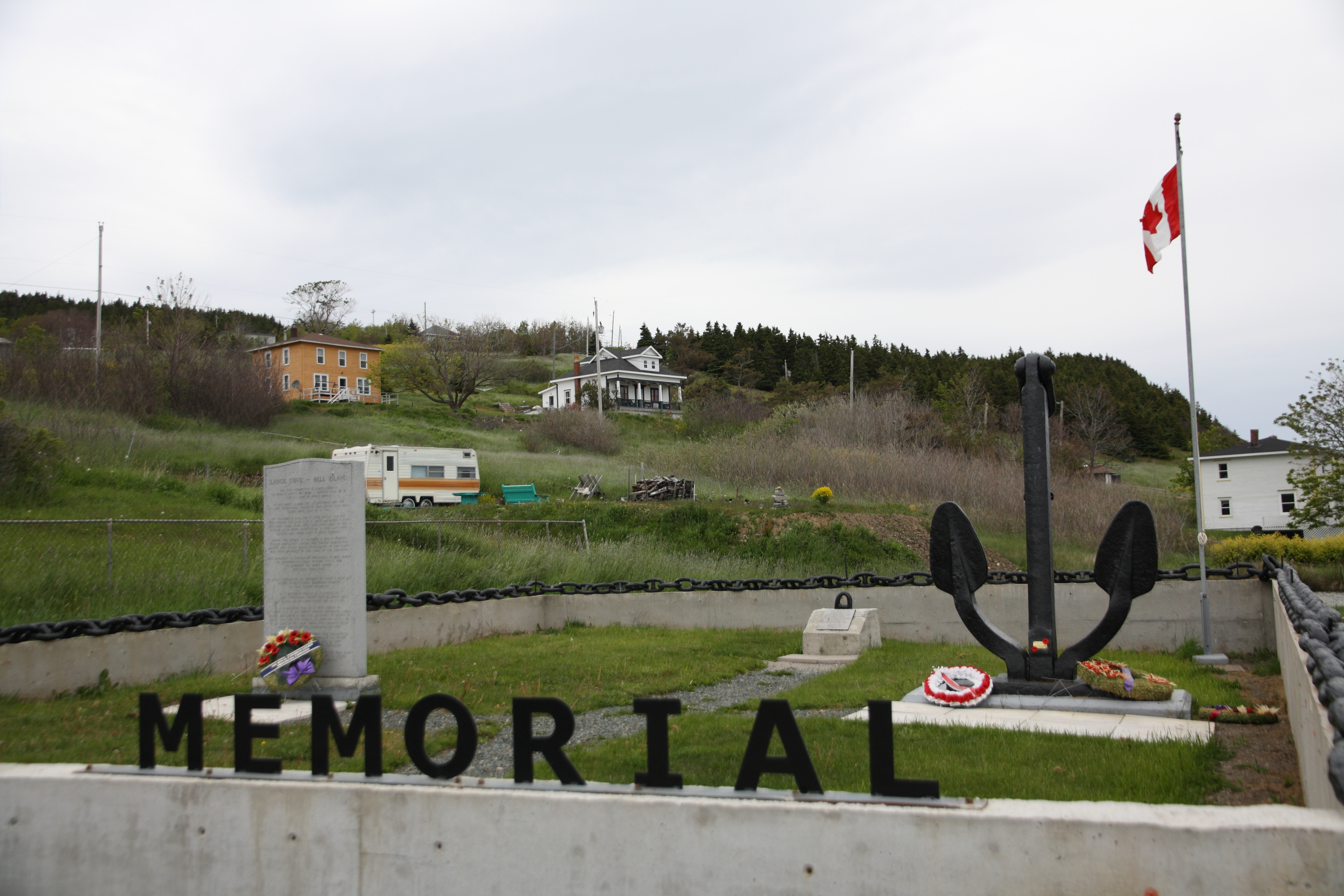
Monument in Lance Cove ter herinnering van de gebeurtenissen in WO II
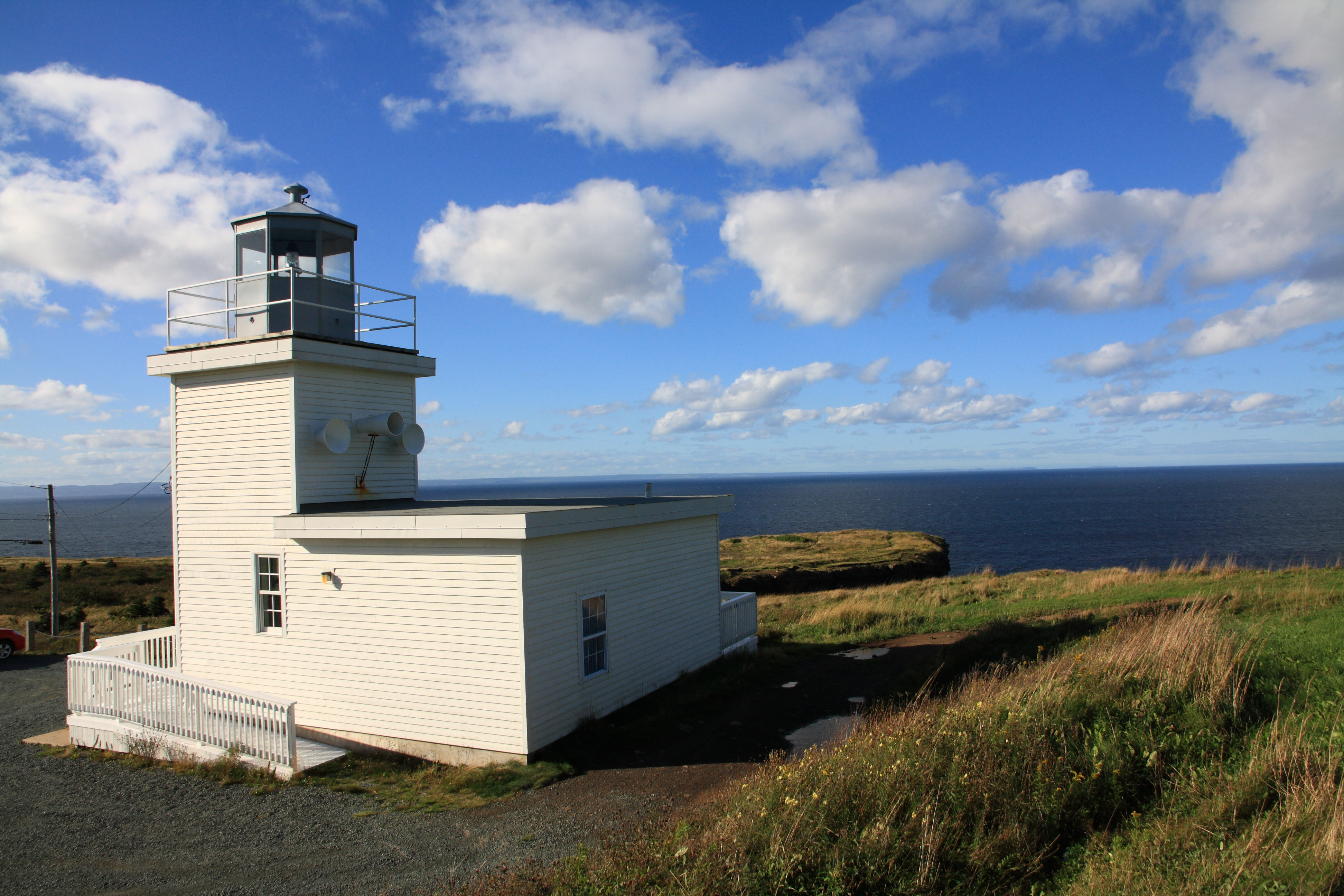
De vuurtoren van Bell Island werd gebouwd in 1966 ter vervanging van de oorspronkelijke vuurtoren uit 1940.
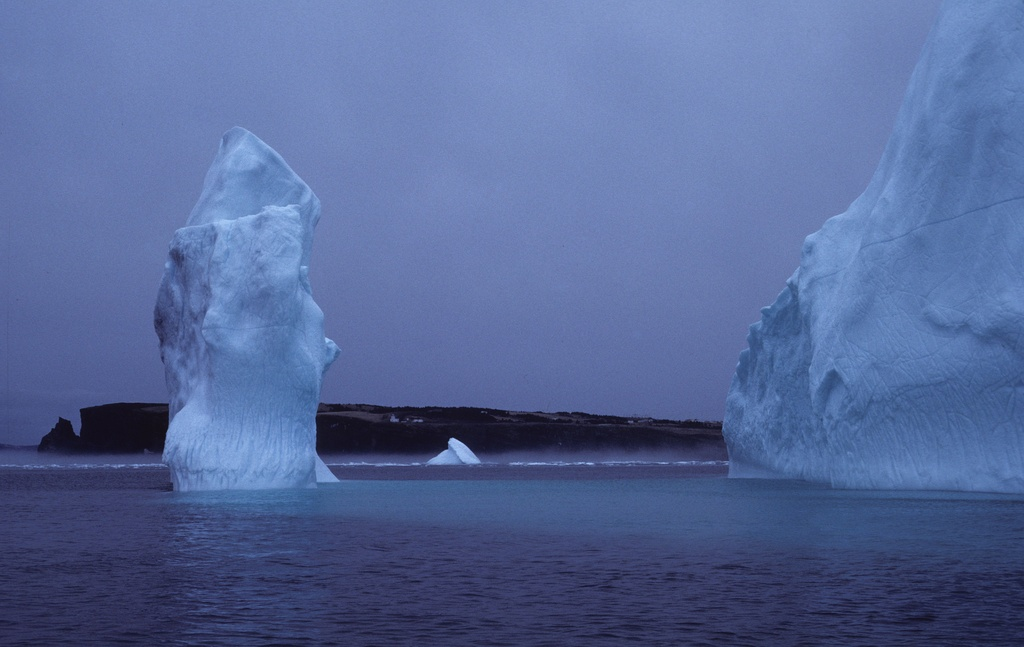
IJsbergen in Conception Bay, vlak bij Bell Island
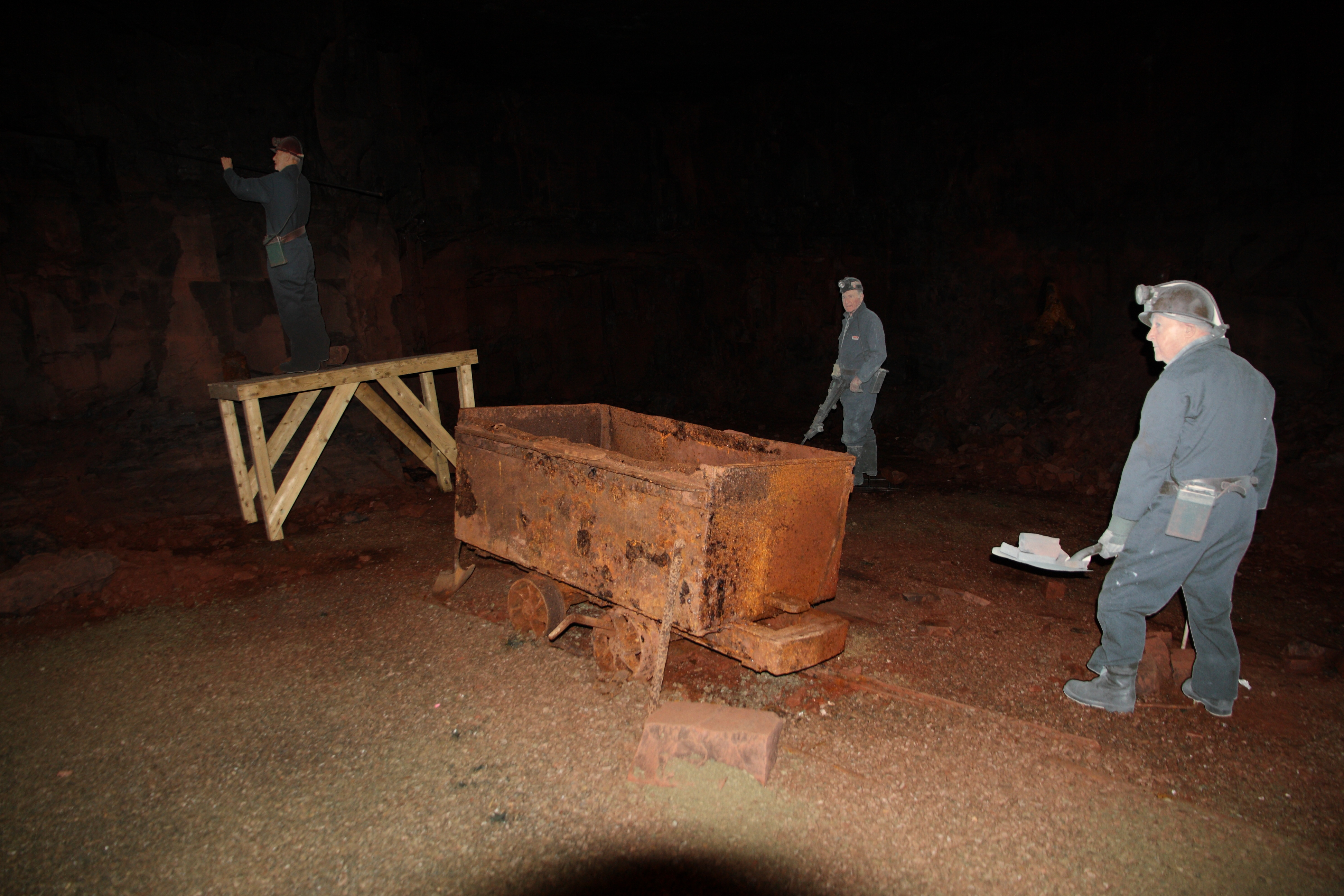
Voorstelling van mijnwerkers in de No. 2 Mine
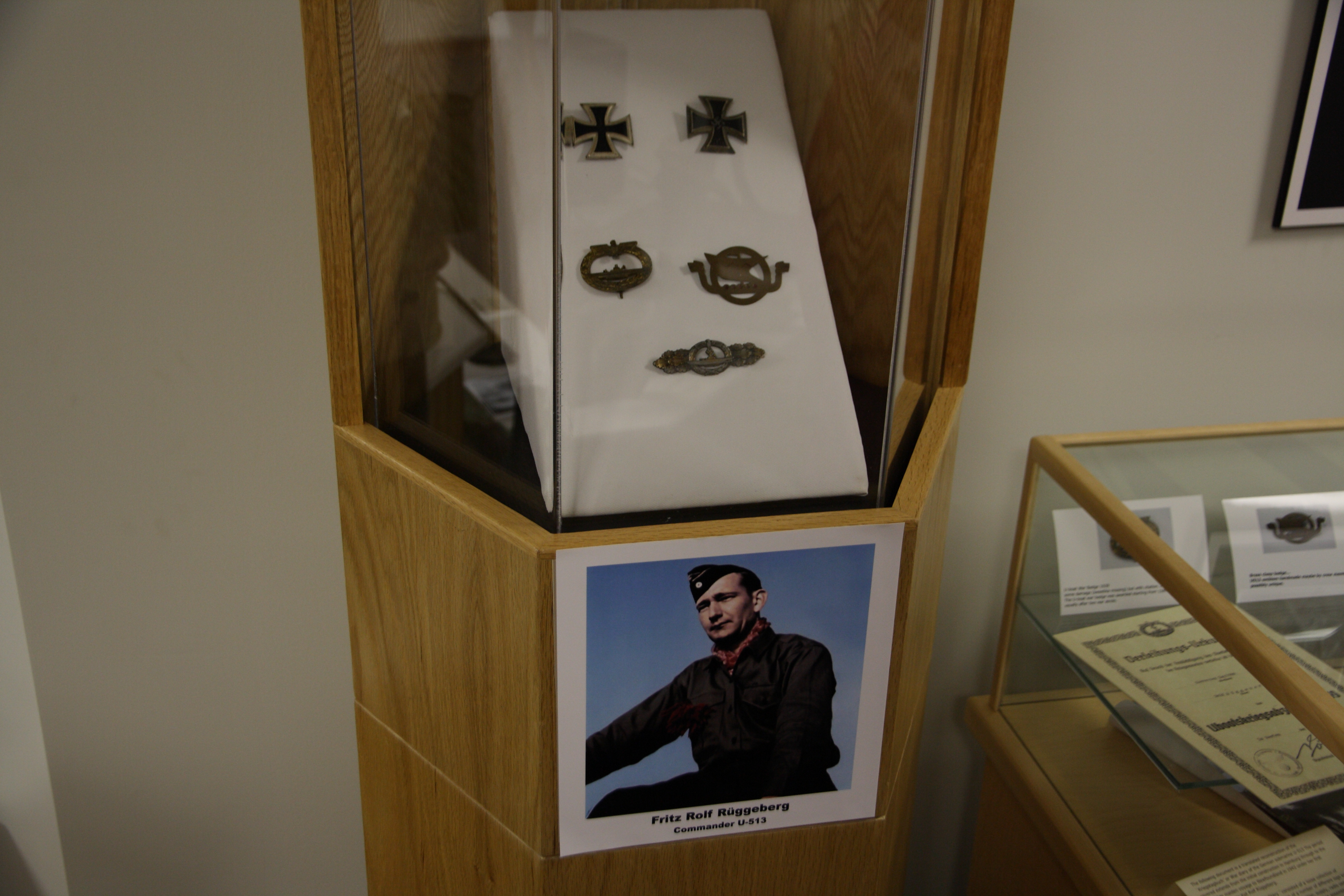
De eretekens van de Duitse U-bootkapitein Rüggeberg zijn door zijn familie geschonken aan het Bell Island Museum

## Cultuur

### Evenementen
Op Bell Island organiseert men verschillende jaarlijks terugkerende evenementen die allen plaatsvinden in de zomermaanden. Populair zijn de Belle-Fest Days, een meerdaags cultureel festival met optredens van lokale zangers, accordeonisten en andere muzikanten die typisch Newfoundlandse muziek spelen. Er zijn dan ook toneelvoorstellingen, vele historische figuranten, allerhanden spelen en animatie voor jong en oud en een grote feesttent waar men voornamelijk bier rijkelijk schenkt.
Een kleiner meerdaags evenement zijn de Town Square Days die het dorpsplein van Wabana een levendige sfeer geven door vele drank- en eetstanden en vooral muziek en dans. Bij Harry's Lookout, een punt aan de kust vernoemd naar de befaamde lokale muzikant Harry Hibbs, zijn er 's zomers nu en dan optredens. Het is dan een plaats waar eenieder ten allen tijde vrijelijk zijn of haar muziek kan brengen of verhalen kan vertellen.
In het begin van de maand juni organiseert het museum jaarlijks een herdenkingsavond bij kaarslicht ter herinnering van de overleden mijnwerkers.

### Sport
Het eiland is de thuisbasis van de Bell Island Minor Hockey Association. Deze ijshockeyvereniging heeft zowel volwassenen- als jeugdafdelingen die in wedstrijden bekendstaan als de "Bell Island Miners". Ze werken hun thuismatchen af in de Monsignor Bartlett Memorial Arena. Andere sporten waar op amateurniveau soms toernooien of wedstrijden van plaatsvinden op Bell Island zijn onder meer veldhockey, softbal, curling en volleybal.
In de mijnbouwtijd was curling een populaire sport op het eiland en was er een heuse curlingclub. In de 21e eeuw is de Bell Island Curling Club enkel nog een drankgelegenheid en niet langer een sportclub, al huisvest het gebouw op Petries Hill wel de "Bell Island Sports Hall of Fame". Er was ook vele jaren een tennisclub die geregeld matchen organiseerde tegen ploegen uit Harbour Grace, St. John's en Carbonear, al bestaat ook deze in de 21e eeuw niet langer.
Het eiland heeft in de regio van Avalon in de 21e eeuw een zekere bekendheid in de motorsportgemeenschap. De vereniging Vinland Motorsport organiseert er immers geregeld evenementen voor snelle wagens en motoren op de zich perfect ertoe lenende verlaten landingsstrook.

### Bell Island als "spookeiland"
Bell Island heeft van oudsher een reputatie als "spookeiland", met allerhande volksverhalen over bovennatuurlijke wezens en fenomenen. In de mijnbouwtijd had de gemeenschap mensen van verschillende culturele achtergronden, waardoor allerlei folklore vermengd geraakte. De lokale gemeenschap omarmt de bovennatuurlijke reputatie van het eiland en de lokale toeristische dienst zet Bell Island graag in de kijker als "meest spookachtige eiland in Noord-Amerika". Op vrijdag- en zaterdagavonden in de zomer vindt er een georganiseerde wandeling in het kader van de vele spookverhalen plaats met bijhorende toneelvoorstelling bij een mijnschacht.
Vooral bekend is de Bell Island hag (ook de Woman in White of White Woman genaamd), een boosaardige vrouwelijke figuur die in witte klederdracht zou rondzwerven in de moerassen en het landbouwgebied van het eiland, voornamelijk rond Dobbin's Garden. Wanneer ze haar slachtoffer nadert verandert ze in een vreselijk wezen dat grijze vodden draagt, zich op vier poten voortbeweegt en ontzettend stinkt naar zwavel. Het slachtoffer geraakt door de ondraaglijke stank tijdelijk verlamd en krijgt het gevoel alsof de hag over hem of haar kruipt. Er zijn verschillende ontstaansverhalen van de hag, al is vooral het verhaal dat ze een door Duitsers vermoord meisje zou zijn populair. Een andere traditie meent echter dat het eigenlijk een mannelijke figuur betreft die zich louter als vrouw voordoet. De Canadese post gaf de Bell Island hag in 2016 nationale bekendheid door haar in de Halloween-periode een eigen postzegel te geven.
Volgens de lokale foklore leven er in Butler's Marsh, de moerassen nabij West Mines, ook feeën. Anders dan in de meeste tradities zijn het echter boosaardige en misvormde mannelijke feeën, zij het onder leiding van een koningin. De feeën lokken hun slachtoffers in de moerassen, waarna ze nooit meer teruggezien worden. Ze zijn een bekend afschrikmiddel voor jonge kinderen wanneer ze zich misdragen. Ook zouden de geesten van verongelukte mijnwerkers door de ondergrondse gangen zwerven, voornamelijk die van de No. 4 Mine.

## Bell Island Boom
Op zondag 2 april 1978 was er iets voor het middaguur te Bell Island een enorme knal te horen. De knal was zo luid dat mensen meldden hem gehoord te hebben tot op maar liefst 100 km afstand. De knal zorgde voor een schokgolf die gebouwen op het eiland deed daveren en enkele dieren doodde. De energievrijgave was zo krachtig dat de Vela-satellieten (die de Amerikanen gebruikten om kernproeven van andere mogendheden te detecteren) het fenomeen opmerkten. De mysterieuze knal is nooit ontegensprekelijk verklaard geweest en is gaan bekendstaan als de Bell Island Boom (letterlijk de "Bell Island-knal").
Er kwamen meerdere meldingen binnen van beschadigde elektrische bedrading en vernietigde elektrische toestellen. Het epicentrum bevond zich rond de boerderij van de familie Bickford in het gehucht Bickfordville, nabij Lance Cove. Ze verklaarden een gigantische blauwachtige vlam gezien te hebben en zowel hun televisietoestel als zekeringskast waren ontploft. Het kippenhok was totaal vernield en alle kippen waren overleden. Buren ontdekten al snel drie grote kuilen in de sneeuw achter de boerderij, die ze als "epicentrum" beschouwden. Het zoontje dat op dat moment vlakbij fietste verklaarde ook twee lichtgevende bollen te hebben zien voorbijvliegen.
Al snel kwamen allerhande hypotheses over de oorzaak naar boven, van rationele verklaringspogingen tot complottheorieën. Over het algemeen gaat men er op basis van de bewijzen vanuit dat het een superbolt betrof. Dat is een zeer zeldzaam type bliksem dat enorm krachtig is. Het doet zich slechts 5 keer per 10 miljoen bliksems voor en daarenboven meestal hoog in de atmosfeer of boven de oceaan. Dit was ook de conclusie van twee wetenschappers van het Los Alamos Scientific Laboratory die via de data van de Vela-satellieten superbolts opspoorden en daarom kort na het incident ter plekke een onderzoek voerden. Op basis van de getuigenverklaring van de lichtgevende bollen is er vaak daarnaast ook sprake van bolbliksem, een nog zeldzamer bliksemfenomeen dat wetenschappelijk nog niet eenduidig verklaard is, al merken skeptici op dat oogetuigenverklaringen notoir onbetrouwbaar zijn.
Sommige mensen hechtten echter geen geloof aan de gangbare theorie en er ontstonden daarom al snel allerhande alternatieve hypotheses. Die gaan van een fout gelopen geheime test van de Amerikanen of de Sovjets, mogelijks van een EMP-wapen of een weerbeïnvloedingspoging, tot en met buitenaardse UFO's.
De Bell Island Boom en de verhalen en theorieën errond blijven decennia later nog tot de verbeelding spreken, wat blijkt uit het feit dat het incident ook in de 21e eeuw op tv-zenders zoals het History Channel en het Travel Channel, in boeken en in verschillende podcasts aan bod is gekomen. De bijzondere gebeurtenis past binnen het mysterieuze aura dat rond het eiland hangt.

## Bekende (ex-)inwoners
- David Ignatius Jackman (1902-1967), vakbondsleider en provinciaal parlementslid in het Huis van Vergadering
- Steve Neary (1925-1996), provinciaal parlementslid, provinciaal minister en interim-voorzitter van de Liberale Partij van Newfoundland en Labrador
- Harry Hibbs (1942-1989), icoon van de traditionele Newfoundlandse volksmuziek
- David Brazil (1963), provinciaal parlementslid in het Huis van Vergadering en interim-voorzitter van de Progressief-Conservatieve Partij van Newfoundland en Labrador
- Allan Hawco (1977), acteur en producer; onder meer bekend van zijn hoofdrol in Republic of Doyle

## Trivia
- Sinds 1988 is de Bell Islandse mijnbouwperiode door de federale overheid erkend als een national historic event.[138]
- Op 23 april 2019 stortte een gigantisch stuk van een noordelijke klif naar beneden. Dit zorgde voor een enorme knal en bijhorende schokgolf die in meerdere plaatsen langs Conception Bay hoor- en voelbaar was (en in eerste instantie deed terugdenken aan de Bell Island Boom).[139]
- Er bestaan zorgen dat een deel van de ondergrondse mijnen zou kunnen instorten, wat zowel een aardbeving als vloedgolf zou kunnen veroorzaken.[140]
- In de 21e eeuw kwam uit monde van sommige opiniemakers en politici enkele keren het voorstel naar voren om een brug of tunnel van Newfoundland naar Bell Island aan te leggen.[92][141]